# 도쿄 야쿠르트 스왈로스
도쿄 야쿠르트 스왈로스(일본어: 東京ヤクルトスワローズ 도쿄 야쿠루토 스와로즈[*], 영어: Tokyo Yakult Swallows)는 일본의 프로 야구 구단으로, 센트럴 리그 소속이다. 도쿄도를 연고지로 하고, 도쿄도 신주쿠구에 있는 메이지 진구 야구장을 전용 구장으로 하고 있다. 또, 2군(이스턴 리그)의 홈구장은 사이타마현 도다시에 있는 야쿠르트 도다 구장이다.
1950년 고쿠테쓰 스왈로스(国鉄スワローズ)라는 이름으로 창단되었으며, 1978년에는 팀의 센트럴 리그 첫 우승과 같은 해 일본 시리즈 우승을 시작으로 1990년대에 들어서 4번의 리그 우승과 3번의 일본 시리즈 우승을 제패하여 팀의 황금기를 장식하기도 하는 등 통산 9번의 리그 우승, 6번의 일본 시리즈 우승 기록을 보유하고 있다.

## 구단의 역사

### 고쿠테쓰 - 산케이 시대

#### 고쿠테쓰 시대
1949년
시즌 후 리그 확장 방침에 수반한 구단 난립의 여파로 각지의 고쿠테쓰 철도국(당시) 야구부는 다수의 선수가 유출되는 사태가 발생했다. 1949년 가을에 당시 고쿠테쓰의 총재 가가야마 유키오는 “국철의 신사태에 즉응하여 친밀한 프로 구단을 결성한다는 것은 어떤 것일까”라는 발언을 했다. 신사태란 고쿠테쓰가 그 해에 공공기업체로 발족한 것을 말한다. 또 대폭적인 합리화 정책으로 노사 관계가 악화되었고, 이 어두운 분위기를 바꿔 직원들의 단결과 의지 함양을 위한 밝은 직장 만들기를 위해 스포츠 중에서도 특히 인기가 높은 야구의 프로 구단 설립을 발안했다. 가가야마 유키오가 야구를 대단히 좋아했던 것에도 구단 설립에 한 요인이 되었다.
그러나 일본 국유철도법을 저촉하게 되어 고쿠테쓰가 직접 모회사가 될 수 없었고, 고쿠테쓰의 하위단체인 재단법인 교통 협력회(현 : 공익재단법인 교통협력회·주식회사 교통신문사)가 주체가 되어 1950년 1월 12일 재단법인 철도홍제회, 닛폰 통운, 일본교통공사(현 : 공익재단법인 교통협력회, 주식회사 교통신문사) 등의 기업을 통해 주식회사 고쿠테쓰 구단(株式会社国鉄球団)을 설립. 또한 교통협력회가 발행하는 철도업계지인 ‘교통신문’에서는 1950년 1월 12일에는 교통협력회 이사장인 이마이즈미 히데오가 센트럴 리그에 가입 신청을 했다고 보도했다. 마찬가지로 교통협력회가 발행하는 ‘교통연감’의 〈쇼와 25년 교통연보〉에서는 5월 18일 주식회사 고쿠테쓰 구단이 설립한다라고 보도되었다. 구단명을 고쿠테쓰 스왈로스(国鉄スワローズ, Kokutestu Swallows)로 정하고, 센트럴 리그에 가맹. 초대 감독에는 니시가키 토쿠오가 취임했다.
고쿠테쓰 참가 직전 센트럴, 퍼시픽 리그는 7개 구단이었고 양리그는 8번째 구단을 환영하고 있었다. 대기업인 고쿠테쓰의 프로 참가로 센트럴 리그 관계자들은 활기를 띄고있었고, 퍼시픽 리그와 벌일 리그 참가 권유 전쟁을 우려한 센트럴 리그와 고쿠테쓰는 이를 극비로 진행했다. 항간에서도 고쿠테쓰의 리그 참가의 소문이 나고 있었지만, 퍼시픽 리그는 “고쿠테쓰가 프로 구단 등을 만들 리가 없다”며 얕잡아 보고 있었기에 리그 참가에 순조롭게 성공했다. 홈구장은 전 체신성 총재였던 마쓰마에 시게요시의 노력으로 무사시사카이역 경계에 위치한 구 나카지마 항공기 공장 철거지에 새로운 야구장 ‘무사시노 그린파크 야구장’를 건설하는 것으로 결정되었다(여러 가지 사정에 의해 1956년에 폐쇄되면서 실질적으로 7경기 밖에 열리지 않았다).
그러나  다른 신구단에 비해 리그 참가가 늦었기 때문에 선수 확보가 제대로 되지 않았고, 자가 부담의 철도국 야구부를 중심으로 다른 사회인이나 대학 등의 아마추어 야구에 남아있는 인재들를 모으려 했지만, 프로 경험자는 제 2차 세계대전 이전 한시기 한큐에서 일시적으로 뛴 나카무라 사카에 한 명 뿐이었다. 아마추어 야구의 강호였던 철도국 야구부 선수들조차 프로 야구에선 쉽게 통용되지 못했기 때문에 쇼치쿠 로빈스의 2군 감독이었던 모리야 료헤이와 일찍이 심양만주철도 클럽에 재직하고 있던 우사미 가즈오를 추가로 보강해, 클린업을 강화시켰지만 그 후에도 빈공에 시달렸다.
1950년
3월 10일의 구단 첫 공식전의 다이요 웨일스에 2-1로 패해, 계속되는 11일의 히로시마전에 3-2로 구단 첫 승리를 안겼다. 그러나 초반의 3월 21일부터 14연패, 4월 26일부터 10연패로 최하위로 떨어졌으나, 8월에는 가네다 마사이치가 고등학교를 중퇴하여 입단해, 10월 1일에 프로 첫 승리를 올려 그 해 8승을 기록한 팀은 종반 13연패의 히로시마를 대신해 7위를 차지했다. 시즌 종료 후에 니시닛폰 파이레츠가 세리그를 탈퇴하면서 세리그는 7구단이 됐다.
1951년
개막부터 4월에 걸쳐 12승 4패로 선두에 올랐지만, 5월에 들어가 6연패로 2위에 떨어졌고 6월에는 3승 10패로 전반전 종료 시에는 6위를 차지했다. 8월에 들어가 가네다 마사이치가 이달 6승을 올렸고, 팀은 11승 10패로 승리 5위로 부상하며 그대로 시즌을 마치게 되었다. 가네다는 22승을 거두어 최다 탈삼진을 획득하고, 9월 5일에 구단 최초로 노히트노런을 달성했다. 또 츠치야 고로가, 구단 최초의 타이틀이 되는 최다 도루를 획득했다.
1952년
이번 시즌부터 프랜차이즈제가 도입되어 고쿠테쓰는 요미우리 자이언츠, 마이니치 오리온스, 다이에이 스타즈, 도큐 플라이어즈와 함께 고라쿠엔 구장을 연고지로 했다. 개막에서 2승 2패로 한 후는 4연패, 4월에 들어가 4연패와 6연패, 5월에 10연패와 연패를 거듭했지만, 마츠타케와 히로시마가 침체한 것으로 5위로 시즌을 종료. 이 해에 120경기제가 되어 첫 50승에 도달했지만, 이 중 절반 가까운 24승은 가네다 마사이치에서 2년 연속 탈삼진왕이 되었다. 또, 사토 타카오가 구단 최초의 신인왕을 획득했다.
1953년
쇼치쿠와 다이요가 합병한 것으로, 이번 해부터 세리그는 현재 6구단제로 이행. 45승 79패 1무에 끝나 선두 요미우리로부터 42게임 차로, 5위 다이요 쇼치쿠와 4.5게임 차이로 구단 첫 최하위가 되었다. 니시가키 토쿠오가 감독을 퇴임해, 후임은 후지타 소이치가 임명되었다.
1954년
요미우리 자이언츠에서 이적한 우노 미쓰오의 맹활약에 힘입어 같은 해 요미우리전에서 8연승을 거두었다. 우노와 하코다 히로시가 구단 첫 베스트 나인을 획득했다. 선두 주니치로부터 32경기차, 55승 73패 2할의 리그 5위로 시즌을 마쳤다.
1955년
10월 19일, 가네다 마사이치가 시즌 350 탈삼진을 기록, NPB 신기록이 됨과 동시에 메이저 리그 밥 펠러(348 탈삼진)를 제치고 세계 신기록을 세웠다.가 됨으로써 메이저 리그의 밥 펠러 348 탈삼진을 넘는 세계 신기록. 또, 마치다 유키히코가 31홈런을 쳐내며 홈런왕을 획득. 57승 71패 2무로 선두 요미우리와는 34.5게임, 4위 히로시마와 1게임 차이의 5위로 시즌을 마무리, 후지타가 감독 퇴임하고, 후임은 우노 미츠오가 임명됐다.
1956년
우노 감독이 취임하면서 요미우리를 철저하게 마크해 11승(13패)을 기록하는 등 대 요미우리전에서 호각의 시합을 펼쳐 고라쿠엔의 고쿠테쓰와 요미우리의 경기는 당시 간토 지방에서 가장 인기가 많은 경기였다고 한다. 오와키 테루오가 5월 3일의 대 주니치전(나고야 구장)에서 노히트 노런, 미야지 유토가 대 히로시마(가나자와 겐로쿠엔)에서 구단
첫 기록이자 일본 프로 야구 세 번째가 되는 퍼펙트 게임을 달성했다. 팀은 선두 요미우리외 21게임 차이, 61승 65패로 4위로 마치게 된다. 시즌 오프, 난카이 호크스로부터 이이다 토쿠지를 금전 트레이드로 획득했다.
1957년
가네다 마사이치는 7월 15일 대 주니치전(나고야 구장)에서 2000탈삼진을 기록. 8월 21일의 대 주니치전(나고야 구장)에서 프로야구 네 번째의 퍼펙트 게임을 달성해, 이 해에는 최다 승리와 최우수 평균자책점을 획득해, 사와무라상과 자신의 첫 베스트 나인으로 선택되었다. 사토 타카오가 22홈런으로 홈런왕이 된다. 팀은 58승 68패 4무로, 선두 요미우리로부터 15.5게임 차의 리그 4위로 시즌이 끝났다.
1958년
개막전의 대 요미우리전(고라쿠엔)에서 가네다 마사이치가 요미우리의 루키 나가시마 시게오를 4타석 연속 삼진으로 억제하는 등, 4-1로 승리한다. 다음 4월 6일 더블 헤더에서도 4-2, 4-3으로 승리하고 개막 3연승을 거둔다. 5월 24일의 한신전(고시엔)에서 이이다 도쿠지가 아킬레스건 절단해, 일본 프로 야구 기록의 연속 경기 출전 기록이 1246에서 멈추었다. 6월 6일, 가네다가 구단 첫 통산 200승을 달성했다. 팀은 2년 연속 58승 68패 4무로, 선두 요미우리로부터 17.5게임 차의 리그 4위로 시즌을 마친다. 가네다 마사이치가 투수 부문 삼관왕(최다승, 평균자책점, 탈삼진)과 사와무라상을 획득했다.
1959년
이 해도 개막전의 대 요미우리전(고라쿠엔)에서 가네다 마사이치가 요미우리의 루키 오 사다하루를 23삼진으로 억제시켰다. 팀은 63승 65패 2무, 선두 요미우리로부터 15.5게임 차의 리그 4위로 시즌이 끝났다.
1960년
9월 30일에 가네다 마사이치가 대 주니치전 (고라쿠엔)에서 승리를 거뒀고, 10년 연속 20승을 달성했지만, 팀은 54승 72패 4무, 선두 다이요로부터 17.5 게임 차, 7년 만의 최하위가 됐다. 우노는 감독에서 사임, 후임으로 스나오시 쿠니노부가 임명되었다.
1961년
6월 6일, 모리타키 요시미가 일본 프로 야구 사상 다섯 번째가 되는 퍼펙트 게임을 달성.  67승 60패 3무로 첫 리그 3위를 기록하며, 구단 최초, 고쿠테쓰 구단으로서 최초로 마지막이 된 A클래스(리그 1위 ~ 3위), 시즌 통산 승차를 기록했다.
1962년
9월 5일, 가네다 마사이치가 메이저 리그, 월터 존슨의 기록을 넘는 통산 3509 탈삼진을 달성. 51승 79패 4무, 선두 한신으로부터 24게임 차의 최하위가 됐다. 세리그는 3할타자가 1명이라는 투고 타저의 시즌이었지만, 그 중에서도 고쿠테쓰 팀 타율은 .201(313득점)이었다.  이것은 2리그제 이후의 최저 기록이다. 11월, 도에이와 함께 한국에 원정을 떠나, 친선 경기를 했다. 스나오시는 감독을 퇴임, 후임은 하마사키 신지가 임명되었다.
해마다 기하급수로 증가하는 경영비 때문에 경영 주체는 교통협력회에서 철도 홍제회로 바뀌었지만, 공공기업·고쿠테쓰 구단이라는 체면도 있어 상당한 긴축 재정이었다. 신인 선수의 계약금은 급등하는 한편으로 만족한 보강도 할 수 없었고, 같은 해에 일어난 미카와시마 사고에 대한 비판은 구단에 대해서도 비화되고 있었다. 결국 1963년 8월, 구단 양도를 전제로 한 업무 제휴를 산케이 신문, 후지 텔레비전, 닛폰 방송, 분카 방송과 연결, 후지산케이 그룹과의 관계가 생겨, 이 시점에서 실질적인 경영 주체는 후지산케이 그룹으로 구단 경영 주체가 바뀌었다.
1963년
5월 8일 대 다이요전(고라쿠엔)에서 가네다 마사이치가 통산 300승을 달성. 팀은 65승 73패 2무, 선두 요미우리로부터 18게임 차의 리그 4위로 시즌을 마친다. 하마사키는 감독을 퇴임, 후임은 하야시 요시이치가 임명됐다.
1964년
연고지를 고라쿠엔 구장에서 메이지 진구 야구장으로 이전했다.(이전의 경위에 대해서는 고라쿠엔 구장에서 경영 주체가 된 후지 TV를 통해 경기를 중계하기 위해서 홈구장을 옮긴 것이다.) 7월 30일, 가네다 마사이치가 입단 2년 차인 1951년부터 14년 연속이 되는 시즌 20승을 달성. 61승 74패 5무, 선두 한신과 18.5게임 차의 5위로 시즌이 끝난다. 같은 해 오프 시즌, 하야시 기이치 감독의 경질과 유임을 둘러싸고 산케이 신문과 국철이 격렬하게 대립했다. 에이스의 가네다가 “바야시 감독이 그대로 속투했을 경우 이적하지만 해임된 경우는 잔류한다”는 성명을 내놓았기 때문에 국철은 열심히 하야시의 승패를 주장했다. 한편 산케이 측에서는 타사 언론(요미우리 신문, 아사히 신문, 마이니치 신문)에 의해 ‘하야시 감독 경질’이라는 특종 기사가 퍼져나가고 있었고, 논의는 평행선을 걷다가 최종적으로는 경영 주체의 산케이 측이 유임을 강행했다. 결국 하야시 감독은 유임되었고 가네다는 특권을 행사해 요미우리로 이적했다. 가네다를 잃은 것으로 고쿠테쓰는 경영 의욕을 완전히 상실했고, 후지산케이 그룹에 경영권을 모두 양도함으로써 구단경영에서 철수하기로 결정했다. 물론 고쿠테쓰 구단은 업무가 제휴된 이후 후지산케이 그룹의 자금력에 의존하고 있어 이양은 시간의 문제라고 보였지만 결국 갈등 끝에 결별과 구단 양도라는 결말이 되고 말았다.

#### 산케이 시대
1965년
4월 23일, 고쿠테쓰는 구단의 경영권을 산케이 신문과 후지 TV에 양도하는 것을 정식 발표하고, 5월 10일, 산케이 스왈로스(サンケイスワローズ)로 개칭했다. 산케이 초년도가 되었지만, 고쿠테쓰 초년도 이래의 90패 이상이 되는, 44승 91패 5무로 시즌을 마쳤다. 선두 요미우리와는 45.5게임 차가 되었다. 이 해부터 드래프트 회의가 진행되고 있지만, 1위 지명의 가와모토 카즈아키를 비롯해 11명 중 9명이 입단 거부를 했다.
1966년
1월 7일, 소년 야구 팬을 늘린다는 이유로 인해, 당시 후지 TV에서 철완 아톰이 방송되고 있던 것과 데즈카 오사무가 당시 구단 후원회 부회장(회장은 도쿠가와 무세이)이었다고 하는 경위도 있어 철완 아톰을 펫마크로 사용해, 팀명을 산케이 아톰스(サンケイアトムズ)에, 운영 회사명을 주식회사 산케이 아톰스(株式会社サンケイアトムズ)로 개칭했다. 같은 해 야쿠르트 혼샤가 주식을 취득해 구단 운영에 참가했다. 팀은 52승 78패로 다이요와 나란히 5위, 선두의 요미우리와는 37게임 차로 시즌을 마무리지었다.
1967년
58승 72패 5무에 선두의 요미우리와는 26게임 차의 리그 5위를 기록했다. 요미우리에 3승 23패의 참패를 거뒀다. 고라쿠엔 구장에서 13연패였다. 타케가미 시로가 신인왕을 획득했다.
1968년
1월 28일, 가나가와현 요코스카시에 다케야마 구장이 완성되어, 2군 홈구장이 되었다. 5월 26일에는 대 히로시마전에 승리해, 구단 통산 1000승을 달성했다. 일본 프로 야구 2년 차에 접어든 데이브 로버츠가 40홈런을 치는 등 베스트 나인을 획득했다. 투수로는 이시도 시로쿠가 팀으로서는 가네다 마사이치 이후가 되는 시즌 20승을 거뒀다. 64승 66패 4무, 선두의 요미우리과는 13게임 차의 리그 4위를 기록했다.

#### 아톰스 시대
1969년
산케이 신문 본사의 실적 부진 때문에 산케이는 구단 주식의 일부를 야쿠르트 혼샤에 매각했다. 구단 경영에 적극적인 의지를 가지고 있던 미즈노 시게오가 갑작스런 병으로 쓰러면서 뒤를 이은 시카나이 노부다카가 후지산케이 그룹의 전반적인 사업 재검토를 실시한 결과, 불채산이었던 프로 야구 구단 경영으로부터 철퇴하고, 자본 관계만 이어가기를 결정했다. 당시 야쿠르트 혼샤는 미즈노와는 전부터 친분이 있던 관계로 미나미 키이치가 대표를 맡고 있었다. 실질적인 경영권은 야쿠르트 혼샤가 쥐고 있였지만, 표면상은 공동경영을 표방하며 구단명을 아톰스(アトムズ)로 변경하고 운영 회사명을 주식회사 아톰스 구단(株式会社アトムズ球団)으로 하게 됐다. 이는 2리그 분립 이후로 팀명에 기업명과 지역명 등의 관명이 붙여지지 않는 유일한 예가 되었다. 이 해에는 밥 찬스가 24경기에서 12홈런을 기록했고, 58승 69패 3무로 선두의 요미우리와는 16.5 게임 차의 5위를 기록했다.

### 야쿠르트 시대
1970년
1월 7일에 야쿠르트 혼샤가 공식적으로 단독으로 경영권을 가지게 됐고, 구단명을 야쿠르트 아톰스(ヤクルトアトムズ)로, 운영 회사명을 주식회사 야쿠르트 아톰스(株式会社ヤクルトアトムズ)로 개칭했다. 팀 컬러도 야쿠르트 혼샤의 기업 색상이던 빨강·흰·녹색이 되었다.(구단기나 유니폼 등에 사용)
이 해는 시즌 초반부터 크게 뒤쳐져, 8월에는 1936년의 다이토쿄군과 타이를 이루는 16연패를 기록했다. 이 연패 기간 중 8월 20일에 통산 200선발승 이상 투수 출신 1호 감독(264선발승)이었던(1968년 취임) 벳쇼 다케히코가 감독을 해임하고, 2군 감독의 오가와 요시하루가 시즌 종료까지 감독 대행을 맡았다. 결국 무려 시즌 92패를 기록하며, 33승 밖에 할 수 없었고, 승률은 30%를 크게 밑돌게 되었다. 요미우리전, 한신전 모두 5승 21패로 고라쿠엔 구장에서는 13전 전패. 2자리 승리의 투수 제로는 구단 사상 최초였다. 그리고 도조 후미히로가 28도루로 도루왕 타이틀을 획득했다.
한편, 벳쇼 다케히코 이후 통산 200선발승 이상 출신 투수 감독은 한동안 전무해졌다가 1973년 가네다 마사이치(롯데)(통산 268선발승)가 두 번째로 됐으며(좌완으로 치자면 1호) 잠수함 투수로 치자면 야마다 히사시(240선발승)가 처음이자 마지막(2002~03년 주니치)이다(전체 투수로 치자면 5호).

#### 미하라 감독 시대
1971년
미하라 오사무가 감독에 취임했다. 팀은 52승 72패 6무의 승률. 마츠오카 히로시는 14승을 거뒀다. 9월 27일, 2군은 이스턴 리그에서 첫 우승을 확정지었다.
1972년
전년도에 미하라와 함께 입단한 나카니시 타격 코치의 맨투맨 지도를 받은 2년 차의 와카마쓰 쓰토무가 수위 타자에 올랐고, 루키의 야스다 다케시가 1972년과 1973년 2년 연속으로 평균자책점 1위를 기록하며 서서히 두각을 나타냈다. 이들의 활약에, 이 해는 최하위를 탈출했고, 60승 67패 3무의 승률 .472의 4위에 부상했다. 8월 12일, 2군은 2년 연속 이스턴 리그에서 우승을 차지했다.
1973년
62승 65패 3무의 승률을 거뒀다. 11월 26일, 해당 프로덕션의 도산에 따라, 철완 아톰의 캐릭터 사용을 중지했다. 10월 26일, 구단명을 주식회사 야쿠르트 구단, 팀명을 ‘야쿠르트 스왈로스’(ヤクルトスワローズ)로 바꾸었다. 또, 캐릭터도 제비를 모티브로 한 것으로 변경했다.

#### 아라카와, 히로오카 감독 시대
1974년
타격 코치의 아라카와 히로시가 감독으로 승격해, 코치로 입단한 히로오카 다쓰로, 누마자와 야스이치로, 코모리 미츠오와 ‘와세다 콰르텟’을 형성했다. 마츠오카가 17승, 아사노 게이시도 평균자책점 2위로 활약해, 팀은 60승 63패 7무의 승률 .488로 13년만의 A클래스가 되는 3위에 올랐다.
1975년
니혼햄와의 트레이드로 오스기 가쓰오를 획득했지만 결과는 57승 64패 9무의 승률 .471의 4위로 시즌을 마쳤다. 시즌 종료 후 타케가미 시로가 은퇴를 발표했다.
1976년
5월 12일, 아라카와 히로시 감독이 성적 부진을 이유로 시즌 도중에 사퇴해, 수석 코치의 히로오카 다쓰로가 5월 13일부터 감독대행이 되어, 6월 17일에 감독으로 취임했다. 결국 52승 68패 10무의 승률 .433의 5위로 시즌이 끝나고, 고쿠테쓰 시대의 1962년부터 이 해까지 15년 연속 시즌 패배를 기록해, 세리그 워스트 기록이 되었다. 덧붙여 전구단에 패배했음에도 불구하고 최하위를 면한 것은 일본 프로 야구 사상 최초의 케이스였다.
1977년
오스기 가쓰오가 시즌 동안 많은 기록을 세웠다. 와카마츠가 두 번째 선두타자, 입단 2년 차인 찰리 매니엘이 42홈런을 기록했다. 62승 58패 10무의 승률 .517에 의해, 팀은 구단 창설 이래 첫 리그 2위로 약진.
1978년
전년도의 2위 약진에 힘입어 프런트는 선수단에 브라질로 포상 여행을 계획했지만 히로오카 감독은 이것에 반대해 “여행이라면 따뜻한 해외에서 캠프를”이라고 희망해, 이에 따라 2월, 구단 사상 처음으로 일본 국외 캠프가 되는 미국 스프링캠프를 실시했다. 히로오카의 참모로서 요미우리 시절 동료였던 모리 마사히코가 수석 코치로 입단, 캠프에서 테스트를 받은 데이브 힐튼도 합류해 타선의 두께를 늘렸다. 첫 우승을 노리는 팀은 전반을 선두로 되돌렸지만, 후반에 들어가 실속을 내며, 와카마쓰, 오스기 가쓰오, 찰리 매뉴엘, 스기우라 도루, 마쓰오카 히로무, 스즈키 야스지로, 야스다 등의 활약에 힘입어 리그 3연패를 노리던 요미우리를 누르고 구단 창립 29년 만에 첫 리그 우승에 성공했다. 일본 시리즈에서도 압도적으로 불리하다는 평가를 뒤집고 그동안 3년 연속 정상이었던 한큐 브레이브스를 4승 3패로 힘겹게 누르고 첫 일본 시리즈 우승을 차지했다. 이 해는 개막부터 129경기까지 모두 득점을 올렸지만, 최종전의 히로시마전에서 오노 토요에 완봉패를 했고, 전 시합 득점이 되지 않았다. 또한 히로오카 감독이 쇼리키 마쓰타로상으로, 와카마츠가 팀 첫 세리그 최우수 선수로 선출되었다.
1979년
찰리 매뉴엘을 방출했음에도 불구하고 대체자에 대한 제대로 된 보강이 이루어지지 않으면서 개막 8연패와 함께 순탄찮은 개막을 맞이했다. 5월에 매뉴엘을 대신하는 새로운 용병 존 스콧이 사이클 홈런을 기록하는 활약으로 하순 들어 승률을 5할까지 돌려놓는데는 성공했으나 이후에는 다시 최하위로 떨어졌다. 8월에는 수석 코치 모리 마사히코가 해임되었고, 이에 격노한 히로오카가 도중 휴양을 이유로 사임했다. 이후 타격 코치의 사토 타카오가 감독 대행을 맡았다. 결국 이 시즌은 48승 69패 13무로 8년 만의 최하위를 기록했다.
일본 정상의 다음해에 최하위로 전락하는 것은, 1961년의 다이요 이래 18년 만에 두 번째의 불명예였다.

#### 타케가미 감독 시대
1980년
다케가미 시로가 구단 최초의 구단 선수 출신으로서 감독에 취임했다. 요미우리, 주니치, 한신, 다이요에 15승 이상을 거두며 선전했으나, 히로시마에는 시즌 내내 크게 패배했다. 결국 이 해 우승한 히로시마에 큰 차이를 낸 68승 52패 10무의 승률 .567로, 2위를 기록했다. 마츠오카가 최우수 평균자책점의 타이틀을 획득했으며 시즌 후 최동원 스카우트 작전에 나섰으나 병역문제 때문에 무산됐다.
1981년
찰리 매뉴엘이 복귀하면서 우승에 대한 기대가 높아졌지만, 매뉴엘의 연령 쇠퇴로 인한 부진으로 12홈런에 치는 것에 그치고, 더욱 와카마츠와 존 스콧이 잇따라 부상을 입으면서 외야진이 붕괴돼, 출장 기회가 크게 늘어난 대주자·대수비 전문이던 아오키 미노루가 도루왕을 따내는 등 홀로 활약했지만, 팀은 56승 58패 16무 승률 .491의 리그 4위에 그쳤다. 시즌 종료 후에 야스다가 은퇴했다.
1982년
우승 당시의 주력인 오스기, 오야 아키히코, 마츠오카 등의 쇠퇴와 함께 외국인 선수 래리 할로우 등의 부진으로 시즌 초반보다 최하위를 독주했다. 최종 결과 45승 75패 10무로, 승률 .375로 선두의 주니치와 23.5게임 차가 됐다.
1983년
드래프트에서 요미우리와의 추첨 경쟁 끝에 입단 교섭권을 획득한 아라키 다이스케가 입단했고, 긴테쓰와의 트레이드로 이모토 타카시를 획득했다. 그러나 팀은 이모토와 마츠오카, 보비 마르카노 등의 부진도 있어 53승 69패 8무의 승률 .434에서 2년 연속 최하위를 기록하며 팀 성적이 침체에 빠졌다. 시즌이 끝난 후 오스기가 현역에서 은퇴했다.
1984년
4개 구단이 경합 끝에 드래프트 1위에서 획득한 루키의 타카노 히카루가 개막 투수에 큰 발탁되어 화제가 됐지만, 개막부터 팀은 부진이 이어졌다. 다케가미 시로 감독이 시즌 도중에 휴양을 이유로 사임, 나카니시 후토시가 임시 감독에 취임하지만 나카니시도 도중 휴양을 발표. 투수 코치였던 도바시 마사유키가 시즌 종료까지 임시 감독을 맡았다.(그 후 도바시는 정식으로 감독에 취임) 이 해, 팀은 51승 71패 8무의 승률 .418의 5위가 되어, 겨우 최하위를 면하게 되었다.

#### 도바시 감독 시대
1985년
메이지 대학의 주포 히로사와 카츠미를 획득했다. 스기우라 토루가 본인 최다의 34홈런, 야에가시 유키오도 포수로서 구단 최초의 3할타자와 활약했지만 팀은 시즌 일찍부터 선두 전선에서 밀려나, 진구구장에서 한신에 우승을 결정해 결국 46승 74패 10무 승률 .383의 최하위를 기록했다. 10월 9일에는 와카마츠가 2000개 안타를 달성했다. 시즌 종료 후에는 우승 배터리의 마츠오카와 오야 아키히코가 함께 은퇴를 발표했다. 같은 해 일본 프로 야구 선수회로부터 노동조합의 자격을 얻었지만, 오너의 마쓰조노 나오토미는 “(모회사의) 야쿠르트 혼샤를 비롯해 그룹 내에서 노조를 결성하고 있는 회사는 없다”며 야쿠르트 선수회를 노조 선수회에서 탈퇴시켰다.
1986년
마르카노 대신 다이요에서 자유계약이 된 레온 리가 입단하지만, 올해도 시즌 초부터 선두 전선을 탈락했다. 2년 계속해 진구구장에서 우승을 결정해, 49승 77패 4무의 승률 .389과 2년 연속의 최하위가 되어 도바시는 사임했다.

#### 세키네 감독 시대
1987년
세키네 준조를 감독에, 전 한신 감독의 안도 모토가 수석 코치에 취임했다. 시즌 도중에 입단한 현역 메이저리거 밥 호너가 ‘호너 선풍’을 일으키며 9년 만에 히로시마전에 이겨 팀은 58승 64패 8무 승률 .475로 팀은 4위로 뛰어올랐다. 아라이 유키오가 신인왕을 획득했다. 또 드래프트 회의에서 다이요 웨일스와 추첨 끝에 나가시마 가즈시게가 교섭권을 얻었다.
1988년
시즌 5위에 그쳤지만, 이토 아키미츠가 모두 구원·규정 투구 횟수에 도달하지 못하면서 18승으로 최다승을 거뒀다. 히로사와 가쓰미와 이케야마 다카히로가 30홈런 이상을 때려내고, 쿠리야마 히데키가 규정 타석을 미달하면서 타율.331을 기록. 대 요미우리전에서도 8년 만에 상대 전적에서 앞섰다.
1989년
래리 패리쉬가 홈런왕 타이틀을, 신인의 도마시노 겐지가 신인왕을 획득했다. 고졸 3년 차의 나이토 나오유키가 12승 8세이브로 활약했다. 한편 패리시, 히로사와, 이케야마가 함께 100삼진을 기록. 55승 72패 3무의 승률 .433로 리그 4위로 마쳤다. 시즌 종료 후 세키네 감독이 물러나고 와카마쓰가 현역에서 은퇴했다. 시즌 오프, 야쿠르트 선수회는 노조 선수회에 복귀했다.

#### 노무라 감독 시대
1990년
노무라 가쓰야가 감독에 취임했다. 팀은 전년도 홈런왕의 패리쉬(한신으로 이적), 대신 드웨인 머피를 영입, 또한 당시 메이저 133승의 실적을 자랑한 플로이드 바니스터를 영입했다. 노무라는 신인의 후루타 아쓰야를 주전 포수로 기용하면서, 또 그때까지 포수였던 이이다 데쓰야와 야나다 고이치를 주전 멤버로 발탁했다. 고졸 2년 차의 가와사키 겐지로가 12승을 거뒀다.  그러나, 이 해는 머피나 바니스터의 부진 및 조기 퇴단, 아라키, 타카노, 이토 등의 장기 이탈, 나이토 등의 부진도 있어, 58승 72패의 승률 .446을 기록했다. 주니치전에서 7년 만에 승리했지만, 우승한 요미우리으로부터 30게임 차도 뒤쳐져 리그 5위가 되었다. 시즌 종료 후에 오프로 쿠리야마 히데키가 은퇴했다.
1991년
6월에 구단 신기록의 12연승(그때까지 당시의 12구단에서 유일하게 2자리 연승이 없었다)을 기록하며 한때는 리그 선두에 올라섰으나, 이후 힘을 잃어가면서 우승 경쟁에서 탈락하지만 리그 최종전에서 승리해 3위를 확정. 67승 63패 2무의 승률. 11년 만에 A클래스를 기록하였고, 26년 만에 세리그에서는 첫 선두타자가 되었다. 이 해를 끝으로 오바나 타카오가 은퇴했으며 시즌 전 걸프 전쟁이 발생하여 1978년부터 이어져 온 유마 캠프가 전격 취소됐는데 1978년부터 전년도(1990년)까지의 유마 캠프는 역대 일본 프로야구 미국 스프링캠프 최장기간  기록으로 남아 있다.
1992년
캠프 중에 부상으로 전년도 14승의 가와사키가 이탈한 힘든 시즌이 되었지만 히로시마, 요미우리, 한신과 치열한 우승 쟁탈 4파전을 벌였다. 니시무라 다쓰지와 오카바야시 요이치를 제외하곤 전반적으로 허술했던 선발진은 4월 다카노 히카루, 5월 이토 아키미쓰가 부상으로 전력에서 이탈했던 베테랑들이 부활하면서 리그 전반기를 3위로 마쳤다. 리그 후반기에 들어가면서 전반기 8홈런에 그쳤던 잭 하웰이 홈런을 양산해내며 선두로 치고 나선다. 그러나 팀은 9월에 들어가서 9연패를 기록하는 등 선두에서 다시 한차례 내려오게 되며 리그 막판 위기를 맞이했지만 9월 24일에 4년간 등판 기록이 없었던 아라키가 1541일 만의 부활 피칭을 선보이며 팀을 위기에서 건져냈다. 10월 7일은 9회말 1사까지 1-3으로 힘겨운 전개에 몰렸지만, 히로사와의 사구를 발판으로, 이이다의 적시타, 아라이의 좌전 적시 끝내기 등에 의해 기적적인 역전 승리를 잡아, 단번에 우승에 접근했다. 10월 10일 한신의 홈구장인 한신 고시엔 구장에서의 직접 맞대결에서 잭 하웰의 2연타석 홈런과 선발 아라키의 호투를 받아, 이토의 마무리로 14년 만에 정규 리그를 제패했다. 후반전에서만 30홈런을 쏘아올린 하웰은 선두타자와 홈런왕의 2관왕이 되어 MVP도 획득했다. 최종 성적은 69승 61패 1무의 승률 .531. 일본 시리즈는 세이부 라이온스와 맞붙었고, 시즌 중 부상 등의 투수 부족으로, 오카바야시의 열투(7전 중 3전 선발)로 총력전으로 세이부를 몰아 붙이는, 제7전 연장 10회까지 가는 혈투를 펼치지만 끝내 3승 4패로 물러나며 일본시리즈 제패에는 실패했다. 같은 해 시즌 오프, 나가시마 이치모가 요미우리로 이적했다.
1993년
전년도 힘겨운 싸움을 펼친 투수진을 끌어올리기에 도모한다. 전년 부재했던 스토퍼의 자리에 개막 직후는 야마다 츠토무, 5월부터는 다카쓰 신고가 자리 잡았고, 선발 투수진에서는 신인의 이토 토모히토가 부상으로 이탈할 때까지 7승, 5완투, 4완봉, 평균자책점 0.91의 경이적인 활약으로 신인왕을 획득했다. 오카바야시는 전년의 혹사의 영향으로 부진했지만, 니시무라, 이토, 아라키, 그리고 부상으로부터 부활한 가와사키 겐지로와 미야모토 켄지가 투수진을 지지했다. 덧붙여 5월 19일의 대 히로시마전에서는, 서로 굉장한 타격전을 전개한 후, 연장 14회 17-16에서 승리를 거두었다. 페넌트레이스는 히로사와가 두 번째의 타점왕, 하웰이 끝내기 홈런 5방을 포함해 승부처 상황에서 맹활약하며 리그 2연패에 성공했다. 히로시마전에서는 6년 만에 이겼다. 일본 시리즈에서도 4승 3패로 꺾고 전년도의 패배를 설욕하며 15년 만에 일본시리즈 우승에 성공했다. 일본 시리즈 MVP의 가와사키는 컴백상도 수상했다. 쇼리키 마쓰타로상을 노무라 감독이, 시즌 MVP를 후루타가 각각 획득했다. 시즌 오프에 스기우라와 야에가시가 은퇴해, 양명을 가지고 야쿠르트 아톰즈에 재적 경험이 있는 선수는 전원이 현역을 퇴각하게 되었다.
1994년
다카쓰 신고가 최우수 구호 투수를 첫 수상하지만, 이토, 가와사키, 니시무라, 아라키 등 투수진의 부상 이탈이 잇따르게 되었다. 또한 후루다가 오른손 부상으로 전력에서 이탈을 하고, 이케야마의 부상, 하웰과 새로운 외국인 선수 제럴드 클라크 등의 부조도 울려 2년 연속 리그 제패에서 일전하여 62승 68패의 승률로 리그 4위에 그쳤다. 첫 우승시 멤버로 마지막 현역 선수였던 카쿠 후지오가 은퇴를 발표했다. 시즌 종료 후에, 히로사와 카츠가 FA를 선언해 요미우리로 이적했고, 자유 계약으로 풀린 상태였던 잭 하웰도 요미우리로 이적하였으며 시즌 후 대만을 방문했는데 1군으로 치자면 해당 구단이 처음이었다.
1995년
히로사와와 하웰이 이적한 요미우리를 상대로 불리한 개막전이 점쳐졌지만, 요미우리와의 개막 2차전에서 구와타 마스미가 위협구로 퇴장당한 것을 계기로 역전승에 성공하며 흐름을 끌어왔다. 타격진은 후루타, 이이다가 시즌 내내 활약했다. 도바시 가츠유키가 노무라 감독으로부터 그림자의 MVP와 칭찬되는 활약으로 후반 3번에 정착되었고, 한신에서 방출당했던 토머스 오말리가 상대적으로 크기가 작은 진구 구장에서 홈런을 양산해 자신의 첫 30홈런을 달성했다. 마찬가지로 롯데에서 방출당한 헨슬리 뮤렌도 하위 타선으로 29홈런을 날려 이케야마와 ‘제2 클린업’을 형성했다. 투수진은 테스트 입단의 새로운 외국인 선수 테리 브로스가 9월 9일 요미우리전에서 노히트노런을 달성, 최우수 평균자책점을 획득했다. 9월 30일에는 연고지 진구 구장에서 요미우리를 5-0으로 끌어내리고 2년 만에 리그 우승에 성공했다.(최종 성적은 82승 48패의 승률 .631) 오릭스 블루웨이브와의 대전이 된 일본 시리즈에서도 오말리의 맹활약과 함께 후루타를 중심으로 한 배터리 조합이 이치로를 중심으로 하는 상대 타선을 봉쇄하면서 4승 1패로 2년 만에 일본 시리즈 정상에 올라섰다.
1996년
다이에이로부터 이적해온 다바타 가즈야가 이적 첫 해에 12승, 세이부로부터 전력 외 통고를 받아 이적해온 쓰지 하쓰히코가 리그 2위의 타율 3할 3푼 3리를 기록했다. 그러나 시즌은 브로스나 야마베, 타카쓰, 후루타, 뮤렌의 부조와 오카바야시, 가와사키, 이시이 이치 등의 부상에 의한 장기 이탈이 잇따라 베스트 멤버를 모을 수 없었고, 한번도 선두에 오르지 못한 채 61승 69패, 승률 .469 리그 4위에 그쳤다.
1997년
오마리와 뮤렌이 빠졌지만, 이번 시즌도 ‘노무라 재생공장’이 청신호로 시작됐다. 히로시마에서 자유계약이 된 코바야카와 다케히코가 입단, 개막전의 요미우리전에서, 그때까지 3년 연속으로 개막전 완봉을 계속하고 있던 사이토 마사키을 상대로 3타석 연속 홈런을 쏘아올리는 등 팀의 분위기를 끌어올렸다. 주니치에서 자유계약이 된 노나카 테츠히로가 13년 차에 첫 승리, 다이에이로부터 자유계약이 된 히로타 히로아키도 구원을 지지했다. 개막전은 저평가였던 새로운 외국인 선수 드웨인 호지가 요미우리의 마쓰이 히데키를 누르고 홈런왕 타이틀을 획득했다. 4번 자리에는 후루타가 홈런에선 9개였지만 고타율을 기록해 ‘연결의 4번’으로 군림했다. 투수진에서는 타바타가 15승, 요시이가 13승, 이토가 타카츠와의 더블 스토퍼 자리를 맡으며 부활했다. 리그 막판 요코하마 베이스타스에게 최대 10게임차였던 게임 차이를 3.5까지 육박하지만3.5경기 차까지 쫓기며 위기를 맞았으나 9월 2일 맞대결에서 이시이 가즈히사가 노히트노런을 달성하며 그 후에는 요코하마를 밀어내 결과적으로 11게임 차라고 하는 큰 게임 차로 2년 만의 리그 우승을 확정지었다(최종 성적은 83승 52패 2무, 승률 .615) 일본 시리즈에서도 히가시오 오사무 감독이 이끄는 세이부를 4승 1패로 누르며 4번째 일본 시리즈 정상에 올랐다. 후루타는 4년 만에 두 번째 시즌 MVP에 빛났다. 시즌 오프 요시이가 FA로 MLB의 뉴욕 메츠로 이적했다.
1998년
개막 직전에 닛폰햄과의 맞트레이드로 노구치 도시히로를 보내고 후에 선수협 회장이 되는 시로이시 노리유키를 영입했다. 같은 해 고졸 신인의 이가라시 료타 획득에 성공하며 구단 사상 최초로 팜 일본 시리즈를 제패했다. 하지만 1군은 요미우리의 개막 3연전의 3연패도 있어 시즌 당초부터 기세를 올릴 수 없었고, 가와사키가 17승으로 최다승, 이시이 가즈히사가 최다 탈삼진을 획득하였으나, 새로운 외국인 선수 라일, 무튼이나 마크, 에이커, 호지, 후루타 등 투타의 기어가 맞지 않아 66승 69패, 승률 .489의 리그 4위에 그쳤다. 시즌 종료 후에, 노무라 감독이 퇴단하고, 후임에는 와카마쓰 쓰토무가 신임 감독으로 취임했다.

#### 와카마쓰 감독 시대
1999년
선발진(이시이 카즈히사, 이토 토모히토, 가와사키 겐지로)가 총 1자리 승리로 끝나는 등 66승 69패, 승률 .489의 규정 투구 횟수에 도달하여 팀의 일본인 최다 9승과, 새로운 외국인 선수 제이슨 허커미가 팀 최다 12승을 올렸다. 야수진에서는 하카미와 마찬가지로 새로운 외국인 선수 로베르토 페타지니가 44홈런을 쏘아올려 홈런왕을 획득하였고, 오릭스에서 트레이드로 온 타카하시 사토시가 부활을 어필하고 주로 수비 요원이었던 사토 신이치가 갑작스런 타격 개안으로  팀을 견인했다. 또 프로 3년 차 이와무라 아키노리의 성장 등 호조의 화제도 있었다.  덧붙여 오랫동안 이어져 있던 유마캠프는 올해로 철수했다.
2000년
이시이 카즈히사가 시즌 최종 등판으로 주니치의 야마모토 마사를 제치고 최우수 평균자책점의 타이틀을 획득했다. 이가시도 시즌 전반 등판만으로 11승을 올리는 활약을 했지만, 팀의 호조의 파도가 심하면서, 66승 69패 1무, 승률 .489로 과거 2년과 같은 성적으로 3년 연속의 4위에  끝나지만, 우승한 요미우리에게는 16승 11패로 우세였다. 시즌 오프에 해커미가 팀을 떠났다.
2001년
투수진은 가와사키가 FA로 주니치에 이적, 이토 토모, 새로운 외국인 선수 알란 뉴먼, 조나단 허스트 등의 부상 이탈로 선발 투수가 부족한 가운데, 이시이 하지메 이외, 새로운 투수진으로 변모했다. 2년 차 후지이 슈고가 14승을 올려 최다승을 거뒀고, 요미우리에서 방출되고 테스트 입단하게 된 이리키 사토시와 오릭스에서 방출되고 테스트 입단한 2년 차 마에다 히로카즈의 ‘조정조’도 각각 10승, 7승의 로테이션을 지지하고, 요코하마에서 방출된 시마다 나오야가 팀 2위의 52경기에 등판했다. 타선도, 홈런과 타점의 2관왕의 페타지니, 타율 2위의 후루타를 필두로 주전 8명(그 외는 한나카만, 미야모토 신야, 이나바 아츠키, 이와무라 아키노리, 알렉스 라미레스, 도바시 가츠유키)가 모두 규정 타석 도달이라고 하는 안정적인 상태로, 요미우리를 누르고 4년 만에 리그 우승에 성공했다. 와카마츠는 구단 선수 출신의 첫 우승 감독이 되었다. 일본 시리즈에서는 오사카 긴테쓰 버펄로스와 맞붙어 일본 시리즈에서는 오사카 긴테쓰 바파 로즈와 대전. 긴테쓰 자랑의 ‘아마테타선’을 봉쇄해 4승 1패로 누르고 4년 만의 일본 시리즈 정상에 올라섰다. 시즌 오프, 이시이 가즈히사가 메이저 리그의 로스앤젤레스 다저스로 이적했다.
또 이번 시즌은 21세기 최초의 페넌트레이스였기 때문에, 야쿠르트는 〈21세기 최초의 세리그 우승, 일본시리즈 우승 구단〉이 되었다.
2002년
팀은 2위를 확보. 루키의 이시카와 마사유키가 12승을 거두고 신인왕을 획득했다, 이시이 히로스가 69경기에 등판해 최우수 중계 투수에 선출되었다. 또한 전년 도중 입단한 케빈 호지스가 최다승을 차지했다. 황금시대를 이끈 이케야마 타카히로는 이 해에 발표했다. 시즌 오프에, 페타지니가 요미우리로 이적했다.
2003년
시즌 전에 세이부에서 자유계약이었던 스즈키 켄을 영입했다. 다카쓰 신고가 사사키 가즈히로가 가진 통산 229세이브의 일본 프로 야구 기록을 갱신해, 최우수 구호 투수를 획득했다. 다카쓰는 시즌 오프로, 메이저 리그의 시카고 화이트 삭스에 이적했다. 또, 일본 3년차 알렉스 라미레스가 홈런왕, 타점왕, 최다 안타와 3개의 타이틀을 획득해 페타지니의 빈 자리를 채우는 활약을 보였다. 팀은 주니치, 요미우리, 히로시마와의 A클래스 다툼 끝에 요미우리와 리그 공동 3위에 올랐다. 하지만 전년도 순위에서는 요미우리가 우세했기 때문에 홈 개막권은 얻지 못했다.
2004년
연간 총득실점차가 -73점이었음에도 불구하고 최종전에서 요미우리를 제외하고 72승 64패의 리그 2위로 시즌을 마치고 구단 사상 첫 4년 연속 A클래스를 달성했다. 시즌 오프에 이나바 아츠노리가 닛폰햄으로부터 FA 이적했다.
2005년
4월 24일, 후루타가 포수로서는 노무라 카츠야 이후 사상 두 번째, 대학·사회인을 거쳐 프로 들어간 선수로서는 사상 최초의 통산 2000개 안타를 달성했다. 시즌 결과는 리그 4위. 시즌 종료 후, 와카마츠는 감독을 퇴임했다. 후임은 후루타가 선수겸임 감독으로 취임했다. 2군은 이번 시즌부터 사회인 대회에 출전했다. 시즌 오프로, 메이저 리그에서 일본으로의 복귀를 이룬 이시이 카즈히사가 2년 계약에 영입해, 히로시마의 4번 타자였던 그렉 라로카도 영입하는 등 적극 보강에 움직였다. 12월 19일의 일본 프로 야구 실행위원회에서 후루타의 비원이었던 현지 밀착형으로서 도쿄 야쿠르트 스왈로스(東京ヤクルトスワローズ)로의 팀명 변경이 만장일치로 승인되어 유니폼에 고쿠테쓰 시대 이후가 되는 〈Tokyo〉의 캐릭터가  부활했다.

#### 후루타 감독 시대
2006년
전년과 마찬가지로 릭 거톰슨이 노히트노런을 달성하는 등의 활약으로 교류전 2위에 올랐으나, 교류전 종료 후에는 승률이 거의 5할 부근에서 계속 정체되었다. 결국 결과는 리그 3위가 되었고, 2년 만에 A클래스에 진입했지만 우승 쟁탈전에 합류하지는 못했다. 11월 4일에는 진구 구장에서 도쿄 6대학 선발과 야쿠르트에 의한 아마 프로 교류 시합이 실시되어 외국인 선수와 FA 이적을 앞둔 이와무라를 제외한 1군 멤버가 출전했다.경기는 3-2로 야쿠르트가 승리했다. 시즌 오프에, 이와무라가 메이저 리그의 탬파베이 데빌레이즈(당시)에 이적했다. 또 가톰슨이 소프트뱅크, 라로카가 오릭스로 이적하였다.
2007년
이가라시 료타, 이시이 히로토시로 구성된 ‘로켓 보이즈’가 수술의 영향으로 최악의 시즌을 지낸 것을 시작으로, 디키 곤잘레스, 애덤 릭스, 다카쓰 신고 등 주력 선수들이 부상에 의한 라인업에서 연달아 이탈하면서 시즌 내내 제대로 된 전력을 갖출 수 없었다. 최종적으로 아오키 노리치카가 수위 타자에, 알렉스 라미레스가 타점왕과 최다안타에, 세스 그레이싱어가 최다승 투수 등 투수와 타자 부문에서의 타이틀을 석권했음에도 불구하고 1986년 이래 21년 만의 최하위를 확정시켜 버린다. 8월부터 도쿄의 UHF, 도쿄 메트로폴리탄 텔레비전(TOKYO MX)에서 2007년도 첫 TV 중계가 개시 되었다. 이전부터 연간 수 경기는 중계가 있었지만, 최근에는 1경기도 중계가 없는 해도 있었다. 9월에는 후루타의 현역 은퇴 및 퇴단이 발표되었다. 덧붙여 이토 아키미쓰도 사의를 표명하면서 팀 최연장 코치였던 야에가시 유키오가 수석 코치 대리를 겸임했다. 후임 감독은 닛폰햄의 제너럴 매니저에서 물러난 다카다 시게루가 감독으로 취임했으며, 1군 투수 코치로는 세이부 투수코치에서 물러났던 아라키가 야쿠르트에 복귀했다. 한편 선수단에서는 타점왕 최다 안타의 라미레스와 올시즌 16승으로 다승왕을 차지한 세스 그레이싱어가 요미우리로 이적, 이시이 가즈히사가 FA로 세이부로 이적했으며, 이시이의 보상 선수로 후쿠치 카즈키를 영입했다. 새해에는 후지이 슈고를 대상으로 한 3대3 트레이드를 닛폰햄과 실시해, 오시모토 다케히코, 카와시마 케이조 등을 영입했다.

#### 다카다 감독 시대
2008년
전년도의 팀 승리 투수 1위 세스 그레이싱어(16승), 2위 이시이 카즈히사(9승), 3위 후지이 슈고(7승)가 연달아 이적해, 남은 선수의 승별이 4승 이하였던 일도 있어 불안함을 보였지만 요미우리를 상대로 개막 3연승을 거두는 등 4월 막판에 3위로 올라섰다. 그러나 이시카와 마사노리, 다테야마 쇼헤이의 뒤를 받쳐주며 상승세를 이어갈 선발 투수 자원이 부족했고, 야수진에선 후쿠치 가즈키, 이이하라 야스시를 중심으로 분투했으나 전년 홈런왕 경쟁을 다툰 애런 가이엘의 부상이탈 등으로 클린업 타선이 제대로 된 역할을 해주지 못했다. 여름에는 베이징 올림픽 기간으로 아오키와 미야모토가 이탈했기 때문에 전력이 안정되지 못했고, 시즌 막판 8연패(그중 2경기는 끝내기 패배)를 당하며 3위 싸움을 벌이던 주니치와 요코하마와의 경기차가 벌어지며 5위에 그쳤다. 그러나, 작년까지 완전히 무너졌던 구원투수진이 부상으로 시름하던 중 입단한 임창용과 전년도의 등판이 없었던 이가라시 료타의 부활, 오시모토 다케히코의 영입, 선발로 별다른 성적을 내지못하던 마쓰오카 겐이치가 불펜으로 전향 하고 주목할만한 결과를 남기며 불펜진이 완전히 정비되었다.
2009년
DeNA에서 FA권을 행사한 아이카와 료지를 영입하고, 구단 최초의 FA 획득 선수가 되었다. 장타력 보강을 위해 제이미 댄토나를 영입했다. 이 해에는, 초반부터 2위를 유지해 오른 이후 쭉 2위 자리를 지키며 전반기 최대 승차(+14)를 기록하며 질주했지만, 후반기에 들어선 순간 순위가 급하락해, 8월에는 1971년 8월 이후가 되는 월간 18패(7승), 9월에도 1992년 이후 처음으로 9연패를 당하는 등 팀 분위기가 급격히 흔들렸다. 더 나아가 팀을 이끌어온 다나카 히로야스나 이이하라, 미야모토, 가와시마 게이조 등이 주력이 부상으로 이탈, 미야모토가 부상에도 불구하고 경기 출전을 강행하는 등 난조가 계속됐다. 그 영향으로 시즌 한 때 한신과 히로시마에 밀리며 리그 5위로 전락했다. 그러나 다나카 히로야스와 오니자키 유지의 등장으로 숨을 불어 넣었고, 10월 9일 오사카 한신과의 맞대결에서 승리해 3위를 확정지어 3년 만에 A클래스를 기록하는등 클라이맥스 시리즈 첫 진출에 성공했다. 그러나 후반기 부진의 영향으로 사상 첫 5할 승률 미만 팀의 클라이맥스 시리즈 출장 기록을 남겼다.
주니치와의 클라이맥스 시리즈 제1 스테이지에서는, 제 1차전은 이시카와의 호투와 덴토나의 역전 홈런으로 승리했지만, 인플루엔자 범유행의 영향으로 주전 선수들이 이탈하면서 1승 2패로 포스트 시즌을 마무리지었다. 시즌 오프에, 한신에서 FA 선언한 후지모토 아츠시를 영입했다. 이가라시 료타가 메이저 리그의 뉴욕 메츠에 FA 이적했다.
2010년
후지모토 아츠시의 맹활약으로 개막 3연전으로 치러진 요미우리와의 도쿄 돔에서 경기에서 승리를 거두면서 호조의 시작을 보였으나 4월 중순 이후는 좋지 못했다. 교류전 9연패를 포함해 한때는 리그 최하위로 전락했다. 결국 5월 26일 대 도호쿠 라쿠텐 골든이글스전을 마지막으로 다카다 감독이 사임, 수석 코치였던 오가와 준지가 감독 대행을 맡아 팀을 이끌었다.

#### 제1차 오가와 감독 시대
※2010년 감독대행 시대도 포함한다.
2010년
6월에 타선의 보강으로 조시 화이트셀, 계투진 보강을 위해 와타나베 고키, 야마기시 미노루를 영입했다. 오가와 감독 체제가 되고 나서는 투타의 조화가 맞아떨어지기 시작하면서 팀 상황이 호전되어 가기 시작했다. 6월에는 14승 8패, 7월 11승 8패, 8월 10연승을 포함해 18승 8패로 극적인 반전에 성공했다. 8월 24일 대 요코하마전에서 승리로 승률을 5할대로 복귀시키고, 그 후에도 승률 5할 전후를 유지하면서 리그 3위와의 게임차를 좁히고, 최소로 3.5 게임까지 3위와의 차이를 유지해갔다. 그러나 최종적으로는 전반기의 열세를 결국 뒤집지 못하고 리그 4위에 끝나 CS 진출은 되지 않았지만, 성적은 72승 68패 4무로 6년 만에 승률이 5할을 넘은 시즌이었고 2011년에 대한 희망을 볼 수 있는 시즌이었다.
이 시즌은 리그 우승을 차지했던 주니치와의 전적에서 성적이 좋았다. 센트럴 리그 구단의 골칫거리였던 나고야 돔에서 리그에서 유일하게 좋은 성적을 냈고(시즌 통산 7승 1무 4패, 오가와 체제에 한정하면 5승 1패) 주니치와의 상대 전적도 15승 1무 8패로 유일하게 앞섰다. 특히 오가와 감독대행 체제 이후로는 12승 3패로 압도했다. 다카다 감독 시대에 제대로 풀어내지 못했던 요미우리전에서도 후반기에는 3연승을 포함한 요미우리전 5연승 등도 있었으며 오가와 감독대행 체제에 이후로는 8승 1무 7패로 앞섰다. 그 외에도 젊은 투수진이 크게 성장하면서 두 자릿수 승리를 기록한 투수 4명을 배출한데다가 센트럴 리그 2위의 평균자책점을 기록하는 등 투수진의 안정감이 눈에 띈 1년이었다.
2011년
동일본 대지진의 영향으로 개막전이 당초 3월 25일에서 4월 12일로 연기되었다. 개막 직후는 블라디미르 발렌틴과 하타케야마 가즈히로의 활약으로 4월 하순에 세리그 1위에 올랐다. 그 후로 계속 1위를 유지했으며 8월에는 한신에 선두자리를 추격했지만 9월에 9연승으로 한신의 추격을 피해 대 요미우리전은 12승 8패 4무로 11년 만에 승리했다. 그러나 1위의 주역이였던 발렌틴과 하타케야마 등 주력 타자가 부진에 빠진 것에 더해 요시노리, 다테야마, 이시카와, 미야모토 등 선발투수들이 부상 또는 폐렴 등의 이유로 전력에 누수가 생김으로 인해서 시즌 후반 10경기 이상의 차이로 2위였던 주니치와의 맞대결은 9월 이후 1승 8패(5연패)의 성적 등으로 1위 자리를 내주고 리그 2위를 하게 됐다. 최종적으로 70승 59패 15무, 선두와는 2.5게임 차로 10년 만의 리그 우승을 놓쳤다. 요미우리와의 경기 결과는 12승 4무 8패로서 10년 동안 연패였던 기록을 11년 만에 종결시켰다. 클라이막스 시리즈 퍼스트 스테이지에서 3위 요미우리에게 2승 1패를 기록하며 구단 역사상 첫 파이널 스테이지에 올라갔으나 리그 2연패를 달성한 주니치에게 2승 4패(어드밴티지 1승 포함)로 10년만의 일본 시리즈 진출에 실패했다. 시즌 오프에, 이시이 히로시가 현역을 은퇴했다. 발렌틴이 홈런왕을 획득했다.
2012년
1월 17일에 아오키 노리치카가 포스팅 시스템으로 메이저 리그의 밀워키 브루어스로 이적했다. 3월 19일에는 구단 사무소가 도쿄도 미나토구의 히가시신바시에서 홈구장 메이지 진구 야구장에 가까운 기타 아오야마로 이전했다. 3월 30일의 개막·요미우리전에서 구단 사상 최초의 개막전 완봉승을 기록(상대한 요미우리는 구단 사상 최초의 개막전 완봉패), 4월 24일에 주니치전(진구)에 승리를 거두면서 리그 공동선두에 올랐고, 이어 26일 동 경기에서도 승리하면서 단독 선두 자리에 올랐지만, 교류전에서는 5월 30일 대 닛폰햄전(진구)에서 패하면서 39년만의 10연패를 기록하는 등 9승 15패에 그치며 선두 경쟁에서 뒤쳐졌다. 리그 전반기를 히로시마 도요 카프와 게임 차이 없는 4위에 올라 마무리했다. 리그 후반기부턴 히로시마와의 3위 쟁탈전이 벌어졌는데 9월 29일, 대 주니치전(진구)에 0-4로 패했지만, 이날 히로시마도 한신에 패했기 때문에, 3위 확정으로 2년 연속의 클라이맥스 시리즈 출전을 결정했다. 클라이맥스 시리즈 퍼스트 스테이지에서 주니치와 대전. 1승 1패에서 맞은 제 3차전에서 리드하고 있던 8회말에 주니치의 토니 블랑코에게 역전 만루 홈런을 맞고 1승 2패로 탈락했다. 시즌 오프에, 후쿠치 가즈히로, 미야데 류지가 현역을 은퇴했고 임창용이 팀을 떠났다. 5월 4일에 미야모토 신야가 통산 2000개 안타를 달성했다. 블라디미르 발렌틴이 2년 연속 홈런왕 타이틀을 석권하는 데는 성공했다. 한편 7년 만에 이와무라 아키노리를 영입해 팀에 복귀시켰다.
2013년
5월 이후는 최하위로 침체되어, 이어지는 10월 1일의 대 요미우리전(진구)에서 1-0으로 패해, 6년 만의 최하위가 결정되었다. 연고지의 진구구장에서는 31승 32패 1무였지만, 메이지 진구 이외의 구장에서는 26승 51패 3무로 크게 패했다. 미야모토 신야, 후지모토 아츠시가 현역을 은퇴했다. 특히 블라디미르 발렌틴 이외의 야수로 규정 타석 도달자가 나오지 않는 등 야수진의 부조·부상이 잇따랐다. 블라디미르 발렌틴이 8월에 일본 프로 야구 신기록의 월간 18홈런을 기록하는 등, 홈런을 양산해 냈고, 9월 15일의 오사카 한신전(진구)에서 일본 프로 야구 신기록 시즌 56호 홈런과 아시아 야구 신기록의 57호 홈런을 기록해, 올시즌에는 60개로서 3년 연속 홈런왕을 획득했다. 투수에서는 신인 오가와 야스히로가 16승 4패로 최다승과 승률 1위의 2관왕을 획득했다.
2014년
시즌 막바지까지 최하위로 침체해, 9월 22일에 오가와 준지 감독이 구단에 신청해, 이번 시즌 한해 감독을 사임하는 것을 회견으로 표명했다.9월 29일의 대 히로시마전(마쓰다)에 패해, 2년 연속 최하위가 결정되었다. 규정 타석에 도달해 3할 2자릿수 홈런을 달성한 타자 5명(야마다 데쓰토, 다카이 유헤이, 하타야마 카즈요, 가와바타 신고, 발렌틴)이, 팀 타율·득점수는 리그 톱이었던 반면, 규정 투구에 도달한 투수는 리그 방어율 최하위인 이시카와 마사키 만으로, 팀 방어율·실점수는 최하위였다. 10월 8일, 후임 감독에는 수석 타격코치의 마나카 미쓰루의 취임이 발표되었다. 시즌 오프로 2년 연속 최하위에 빠진 침체에서 빠져 나오기 위해 대형 보강을 감행했다. 지바 롯데 마린즈에서 나루세 요시히사, 홋카이도 닛폰햄 파이터스에서 오비키 게이지가 FA로 입단했고, 메이저리거의 로건 온드루식을 영입했다. 또, 아이카와 료지가 요미우리 자이언츠로부터 FA 이적했다.

#### 마나카 감독 시대
2015년
1월에 요미우리에서 FA 이적한 아이카와의 보상 선수로 오쿠무라 노부유키를 영입했다. 개막 후에는 일본 프로 야구 기록이 되는 14경기 연속 3실점 이하를 달성하는 등, 투수진이 호조였던 일도 있어, 한때는 선두에 올랐지만, 5월에 들어가면서 9연패를 당해 최하위로 추락했다. 발렌틴과 래스팅스 밀리지 등 주축 선수의 부상도 있어 5월 22일 미치 데닝(BC리그 니가타 알비렉스)과 기본 합의했다. 전반전은 4위면서도 선두의 DeNA와는 약간 차이의 상태로 턴했다. 후반전에 돌입한 후에는 한신, 요미우리와의 대접전 끝에, 9월 24일 대 DeNA전에 4-2로 승리하고 3년 만의 A클래스를 기록하고, 세리그 최고 승차로의 클라이맥스 시리즈 진출을 결정되어, 9월 27일의 대 요미우리전에 승리해 우승의 매직 넘버 〈3〉을 점등시켰다. 그리고 10월 2일의 오사카 한신전(진구구장)에 2-1로 승리해, 14년 만에 7번째의 세리그 우승을 결정했다. 전년도 최하위부터의 리그 우승은 1976년의 요미우리 이후가 되었고, 2년 연속 최하위부터의 리그 우승은 2001년의 오사카 긴테쓰 버팔로즈 이후가 되었다. 버넷은 자신의 2번째가 되는 최다 세이브, 가와바타 신고가 선두타자와 최다 안타, 야마다 테츠토가 홈런왕과 도루왕과 최고 출루율, 하타야마 카즈요리가 타점왕의 타이틀을 각각 획득해, 야마다는 사상 9번째가 되는 트리플 쓰리도 달성했다.  클라이맥스 시리즈에서도 4승 1패(어드밴티지 1승 포함)에서 요미우리를 끌어내리고 14년 만의 일본 시리즈 진출이 결정되었다. 일본 시리즈에서는 후쿠오카 소프트뱅크 호크스와 대전해, 1승 4패로 패퇴해 2001년 이후의 일본 시리즈를 놓쳤다. 시즌 오프로, 오릭스 버팔로즈에서 자유계약이 된 사카구치 토모타카, 홋카이도 닛폰햄 파이터즈에서 자유계약이 된 우구모리 아쓰시를 영입했다. 또 버넷이 메이저 리그의 텍사스 레인저스로 이적했다. 유키가 어깨 부상을 이유로 전력 밖으로 육성 선수 계약을 맺고, 마츠모토 유이치가 현역을 은퇴했다.
2016년
팀은 주포의 발렌틴의 이탈의 영향으로 9년 만의 개막 4연패를 기록. 이후도 드래프트 1위 루키의 하라 주리, 에이스의 이시카와, 다테야마 등의 투수진 뿐만이 아니라, 주축 타선을 이끄는 야마다, 가와바타, 하타야마, 유헤이, 오비키 등도 부상 이탈과 지난해에는 없었던 주축의 이탈자가 속출한 것으로 최하위로 떨어졌다. 6월 26일의 주니치전에서는 마무리 투수 온드루식이 실책으로 인해 강판된 후에 폭언을 토해, 근신 처분이 내려진 것이 원인이 되어 7월 21일에 팀을 떠나게 되면서 추가적으로 곤경에 빠지게 되었다. 침체하는 팀 상황 가운데, 5월 30일에 한국에서 하재훈을 영입하고, 7월 5일에 요시노리를 육성에서 복귀시키고, 7월 17일에 오릭스로부터 야기 료스케와의 트레이드로 콘도 이치키를 영입하고 분위기 쇄신에 나섰다. 7월 24일 대 주니치전에서 요시노리가 1786일 만의 승리를 달성했다. 9월 19일에 DeNA가 승리한 것으로 B클래스가 확정되어, 최종 성적은 리그 5위에 끝났다. 야마다가 2년 연속 트리플 3를 획득했지만, 투수진은 팀 방어율 4.73(5위 DeNA와 약 1점 차이), 실점 694(5위 DeNA와 106점 차이)와 세리그 최하위로, 1970년 이후 2자리 승리 투수 제로라는 불명예한 기록을 남겼다. 모리오카 요스케가 현역을 은퇴했다. 시즌 오프에, 자유계약이 된 다나카 히로야스가 요코하마 DeNA 베이스타스에 이적했다.
2017년
전년도과 같이 가와바타, 하타야마, 발렌틴, 나카무라 유헤이, 오가와, 아키요시 료, 유헤이, 오비키 등 팀의 주력급의 부상 이탈이 잇따랐다. 이로 인해 교류전부터 시즌 막바지까지 최하위로 침체했다. 5월 30일 오릭스 버펄로스전부터 6월 10일 치바 롯데 마린스전까지 10연패, 그리고 7월 1일 한신전부터 7월 21일 한신전까지 14연패를 빠졌다. 시즌 전반전에서만 두 번의 10연패 이상의 대형 연패를 겪었는데, 이는 1956년 다카하시 유니온즈 이후 61년 만이었다. 7월 26일 대 주니치 드래곤즈전(진구)에서 사상 4번째, 센트럴 리그에서는 66년 만인 최대 10점차(연장 10회)를 뒤집는 역전 승리를 거두는 기록에도 침체는 계속되었다. 최종적으로는 구단 워스트 기록을 갱신하는 96패를 피우고, 3년 만의 최하위가 결정되었다. 또 팀 타율, 득점, 홈런도 리그 최하위로 끝났다. 마나카 감독은 끝내 사임했고, 후임 감독으로서 2014년까지 지휘를 맡은 오가와 준지가 다시 복귀하게 되었다.

#### 제2차 오가와 감독 시대
2018년
2월 7일에 전 메이저 리거의 아오키 노리치카가 7년 만에 팀에 복귀했다. 초반은 고전했지만, 교류전 개시 무렵부터 호조를 이뤄, 6월 17일의 니혼햄전에 승리해 처음으로 교류전 최고 승률을 결정했다. 지난 2년은 부상자로 큰 어려움을 겪고 있었지만 이번 시즌은 별다른 부상자가 나오지 않으면서 후반전에서도 A클래스를 유지해 10월 1일에 3년 만인 3위 이내로 CS진출이 결정되었다. 2일의 DeNA전에 3-2로 승리해 2위가 확정되어, 진구 구장에서 CS 개최권을 얻었다.  그러나, 맞이한 CS에서는 요미우리에 2연패해, 3년 만의 일본 시리즈 진출은 이뤄지지 않았다. 그리고 시즌 종료 후에 마츠오카 켄이치, 타케우치 신이치, 야마모토 테츠야, 우구모리 아쓰시가 현역을 은퇴했다. 시즌 오프에 소프트뱅크에서 자유계약이 된 데라하라 하야토를 영입했다.
2019년
1월 30일에 소프트뱅크에서 자유계약이 된 이가라시 료타가 10년 만에 복귀했다. 4월 26일과 5월 26일에 아오키 노리치카, 야마다 테츠토, 발렌틴에 의한 동 시즌 2번의 3자 연속 홈런을 기록했지만, 5월 14일부터 6월 1일에 걸쳐 리그 워스트에 늘어선 16연패에 빠지는 등 초반부터 어려움을 겪었다. 시즌을 통해서는 야마다 테츠토, 무라카미 무네타카, 발렌틴의 3명이 30홈런 이상을 기록했음에도 불구하고, 투수진이 고초를 겪은 적도 있어, 전년의 2위로부터 일전해 최하위에 침몰했다. 오가와 준지 감독의 사임이 결정되었고, 미야모토 신야 수석 코치의 사임도 발표되어, 차기 감독에게는 2군 감독을 맡고 있던 다카쓰 신고가 취임하게 되었다. 무라카미 무네타카는 고졸 2년 차면서도 36홈런 96타점을 기록, 신인왕의 타이틀을 획득했고, 10대 시즌 최다 홈런을 갱신해, 나카니시 후토시가 1953년에 기록한 고졸 2년 차 이내의 최다 홈런에 타이를 이뤘다. 드래프트에서는 주목이었던 세이료 고교의 오쿠가와 야스노부를 3구단의 경합 끝에 협상권을 획득했다. 또, 메이저 리그 통산 1367안타, 14년에는 아오키와 동료로 15년에는 유격수로서 골든글러브상을 수상한 알시데스 에스코바, 라쿠텐을 떠난 시마 모토히로, 이마노 류타, 소프트뱅크와의 재계약을 보류하고 있던 하세가와 소라키를 육성선수로 영입했다. 그리고 9년간 소속해오면서 팀 타선을 주축해 온 발렌틴이 소프트뱅크로 이적하였다. 다테야마 쇼헤이, 하타야마 가즈요시, 미와 마사요시, 테라하라 하야토, 오토 히로시가 현역을 은퇴했다.

#### 다카쓰 감독 시대
2020년
신형 코로나 바이러스 감염 확대의 영향으로 3월 20일로 예정된 일본 프로 야구의 개막은 연기되었고, 6월 19일 무관중 경기로 개막했다. 10월 14일의 DeNA전부터 벤치 담당의 사이토 다카시 투수 코치와 불펜 담당의 이시이 히로토시 투수 코치를 바꾸는 등 변화를 주었지만, 결국 2년 연속 시즌 최하위에 끝났다. 초반은 상위 싸움을 전개하고 있었지만, 서서히 하락세를 보였다. 이가라시 료타, 나카자와 마사토, 이노 스구루가 현역을 은퇴했다. 시즌 오프에는 장타력 부족을 해소하기 위해, 전 메이저리거 피츠버그의 호세 그레고리오 오스나, 전 인디언스의 도밍고 산타나, 소프트뱅크에서 자유계약이 된 우치카와 세이이치를 영입하는 등의 큰 보강을 실시했다.
2021년
과제의 선발 투수의 보강으로 시즌 개막 전에 히로오카 다이시와의 트레이드로 요미우리 자이언츠로부터 타구치 카즈토를 영입했다. 전반전은 신형 코로나 바이러스 감염 확대의 영향으로 개막까지 일본을 입국할 수 없게 된 새로운 외국인의 오스나와 산타나가 결여되어 작년과 마찬가지로 장타력 부족으로 인한 빈타가 해소되지 않고 오픈전 최하위에서 개막전을 치뤄, 개막 시리즈도 전패해 3연패 스타트를 끊어 버렸다. 4차전으로 드디어 첫 승리를 거두지만, 직후에 코로나바이러스 양성으로 진단된 두 번째 포수의 니시다 아키오의 이탈로, 일찍히 어려운 상황에 빠졌다. 이 상황에서 작년부터 4번을 맡고 있는 무라카미를 중심으로, 부상 때문에 작년은 거의 출전할 수 없었지만 높은 OPS를 기록한 시오미 야스타카를 중심으로 두고, 2번에는 주전포수의 나카무라가 타선을 견인하면 투수진도 분기해 어려운 상황에서도 팀은 단번에 분투하기 시작했다. 4월 중순에는 작년 시즌 부진했던 야마다가 단번에 컨디션을 끌어 올리고, 4월 말에 합류한 산타나도 주로 6번과 7번, 오스나도 5번 타자로 나서면서 예상대로 높은 OPS를 기록해 타선을 지지하는 등 오펜스면이 강력해져, 큰 연패도 적고, 승리을 거듭했다. 6월 이후는 2번으로 돌아온 아오키, 오스나와 산타나의 영입 이후, 중축으로부터 리드오프로 시오미가 고정되고 보다 타선도 막강해지면서 선두의 한신에 2.5게임 차인 3위로 따라 붙었다.
후반전은 오스나가 대부진에 빠진 것으로 타선도 전체적으로 침체해지지만 투수진이 전반전 이상으로 분기했다. 9, 10일 이상의 등판 간격을 여는 변칙 로테이션을 하면서 발군의 안정감을 보인 오쿠가와 야스노부가 승리에 간파되었지만 교류전 이후 쾌투를 계속한 타카하시 케이지의 양 선발진을 축으로, 9월부터는 양명에 더해 사이스니드, 이시카와, 오쿠가와, 하라 주리, 앨버트 수아레스, 다카나시 히로토시의 8명을 선발 로테이션에 발탁했다. 종래의 로테이션보다 인원수를 늘려 조정 기간을 늘리는 기용법을 확립하고, 어느 투수도 안정감을 보인 것으로 선발 방어율은 작년보다 크게 향상됐다. 또 이마노 류타, 시미즈 노보루, 스캇 맥거프의 승리 방정식을 중심으로 한 불펜진은 전반전에 이어 활약, 종반에는 다구치와 수아레스를 불펜으로 배치 전환해 마운드를 더욱 두껍게 했다. 9월 후반부터는 단번에 컨디션을 올리고 9연승, 13전을 패배 없는 성적으로 한신을 따돌리고 선두에 올랐다. 덧붙여 야쿠르트의 9연승은 2011년 9월 이래로, 13경기 연속 패배는 구단 사상 최초이다. 10월 26일에 요코하마 스타디움에서 열린 DeNA전을 5-1로 승리, 6년 만에 8번째 리그 우승을 결정했다. 2015년과 마찬가지로 전년도 최하위부터의 리그 우승이 되었고, 세리그에서는 5번째, 파리그를 포함하면 6번째 사례가 되었다. 2년 연속 최하위부터 리그 우승이 되자 세리그에서도 2015년 이후가 되는 구단 사상 두 번째 쾌거 달성이 되었다. 또, 우승 다음날인 10월 27일에는 파리그에서 작년 최하위였던 오릭스 버팔로스가 우승을 달성한 것으로, 일본 프로 야구 사상 최초가 되는 양 리그 모두 최하위로부터 리그 우승을 결정했다. 유헤이가 현역을 은퇴했다. 팀 최다승은 오가와, 오쿠가와의 9승. 2자리 승리 투수 0명으로의 정규 시즌 최고 승률과 일본 시리즈 출전은 2000년 다이에 호크스 이후 21년 만에 사상 2번째. 덧붙여 릴리프진의 승리는 12구단으로 톱의 24승이었다. 또한 선발로 규정 투구회에 도달한 투수는 없었다. 규정 투구회 이상 투수가 부재한 레귤러 시즌 우승은 2019년 세이부 이후 2년 만에 두 번째로, 2자리 승리 투수 0명 연간 규정 투구횟수 클리어 투수 0명의 리그 우승은 NPB 사상 최초이다.
클라이맥스 시리즈는 3위에서 올라온 요미우리 자이언츠와 대전. 초전을 오쿠가와의 프로 첫 무사구 완봉으로 승리하면 계속되는 제2차전은 타카하시가 6회 무실점의 호투를 보여 승리를 거뒀다. 왕수를 건 제3자전에는 타구 직격으로 긴급 하차한 하라 주리를 이어 받은 카나쿠보 유토가 5회까지 1실점의 호투를 보였고, 7회에 아오키의 적시타로 역전에 성공. 직후 8회에 동점을 따라잡혔으나, 9회를 맥가프가 무실점으로 억제시켜 우승을 차지하고 6년 만에 8번째 일본 시리즈에 진출을 결정했다. MVP에는 초전에 무사구 완봉을 장식한 오쿠가와가 선출되었다. 11월 20일부터 시작된 일본 시리즈는 마찬가지로 리그 제패에서 CS를 돌파한 오릭스와 대전. 제1차전은 투수 타이틀을 독점해 사와무라상을 획득한 상대 선발의 야마모토 요시노부에 오쿠가와도 막상막하의 7회 1실점으로 호투해, 8회에 무라카미의 시리즈 첫 홈런으로 승리에 가까워졌으나 9회 맥가프가 3실점을 하면서 패배했다. 그러나, 제2차전의 다카하시의 프로 첫 완봉 승리를 시작으로, 도쿄 돔에서 개최된 홈 게임의 제3차전과 제4차전도 1점차의 게임을 제제해 3연승을 거두었으나, 제5차전은 1점차로 패전. 11월 27일에 행해진 제6차전은 1-1의 동점으로 맞이한 연장 12회에서 대타의 가와바타가 적시타를 쳐 연장전으로 가지않고, 2001년 이후 20년 만에 6번째의 일본 시리즈 우승을 거두었다. MVP에는 나카무라 유헤이가 선정되었다. 세리그 구단이 일본 시리즈 우승을 차지하게 되는 것은 2012년의 요미우리 이래 9년 만이 되었다.
12월 2일에 발표된 미쓰이 골든 글러브상을 나카무라 유헤이가 6년 만에 두 번째가 되는 세리그 포수 부문에서 수상했다. 구단의 포수로서 골든글러브상을 복수회 수상하는 것은 후루타 아쓰야의 10회, 오오야 아키히코의 6회에 이어 세 번째가 되어, 포수 부문에서의 구단 합계 18회의 수상은 양 리그에서 최다이다. 시즌 오프에 전 토론토 블루 제이스의 A.J. 콜, 전 LG 트윈스의 앤드류 수아레즈를 영입했다.

## 팀 성적·기록
※팀에 관한 기록에 대해서만 기재하고, 소속 선수·감독의 개인 기록에 관해서는 각 개인의 문서를 참조하십시오.

### 연도별 성적
| 연도   | 감독                            | 순위 | 경기 | 승리 | 패전 | 무승부 | 승률 | 승차 | 타율 | 홈런 | 평균자책점 |
| ------ | ------------------------------- | ---- | ---- | ---- | ---- | ------ | ---- | ---- | ---- | ---- | ---------- |
| 1950년 | 니시가키 도쿠오                 | 7위  | 138  | 42   | 94   | 2      | .309 | 57.5 | .244 | 66   | 4.67       |
| 1951년 | 니시가키 도쿠오                 | 5위  | 107  | 46   | 59   | 2      | .438 | 31.5 | .245 | 36   | 3.96       |
| 1952년 | 니시가키 도쿠오                 | 5위  | 120  | 50   | 70   | 0      | .417 | 33   | .238 | 67   | 3.38       |
| 1953년 | 니시가키 도쿠오                 | 6위  | 125  | 45   | 79   | 1      | .363 | 42   | .235 | 55   | 3.36       |
| 1954년 | 후지타 소이치                   | 5위  | 130  | 55   | 73   | 2      | .430 | 32   | .258 | 61   | 3.34       |
| 1955년 | 후지타 소이치                   | 5위  | 130  | 57   | 71   | 2      | .445 | 34.5 | .228 | 93   | 2.69       |
| 1956년 | 우노 미쓰오                     | 4위  | 130  | 61   | 65   | 4      | .485 | 21   | .218 | 58   | 2.64       |
| 1957년 | 우노 미쓰오                     | 4위  | 130  | 58   | 68   | 4      | .462 | 15.5 | .226 | 83   | 2.74       |
| 1958년 | 우노 미쓰오                     | 4위  | 130  | 58   | 68   | 4      | .462 | 17.5 | .223 | 59   | 3.10       |
| 1959년 | 우노 미쓰오                     | 4위  | 130  | 63   | 65   | 2      | .492 | 15.5 | .230 | 62   | 3.19       |
| 1960년 | 우노 미쓰오                     | 6위  | 130  | 54   | 72   | 4      | .431 | 16   | .232 | 73   | 3.09       |
| 1961년 | 스나오시 구니노부               | 3위  | 130  | 67   | 60   | 3      | .527 | 5.5  | .227 | 58   | 2.29       |
| 1962년 | 스나오시 구니노부               | 6위  | 134  | 51   | 79   | 4      | .392 | 24   | .201 | 60   | 2.61       |
| 1963년 | 하마자키 신지                   | 4위  | 140  | 65   | 73   | 2      | .471 | 18   | .241 | 95   | 3.15       |
| 1964년 | 하야시 기이치                   | 5위  | 140  | 61   | 74   | 5      | .452 | 18.5 | .242 | 117  | 3.43       |
| 1965년 | 하야시 기이치·스나오시 구니노부 | 6위  | 140  | 44   | 91   | 5      | .326 | 45.5 | .221 | 64   | 3.42       |
| 1966년 | 이이다 도쿠지                   | 5위  | 135  | 52   | 78   | 5      | .400 | 37   | .214 | 86   | 3.16       |
| 1967년 | 이이다 도쿠지                   | 5위  | 135  | 58   | 72   | 5      | .446 | 26   | .240 | 120  | 3.68       |
| 1968년 | 벳쇼 다케히코                   | 4위  | 134  | 64   | 66   | 4      | .492 | 13   | .239 | 130  | 3.28       |
| 1969년 | 벳쇼 다케히코                   | 5위  | 130  | 58   | 69   | 3      | .457 | 16.5 | .244 | 139  | 3.71       |
| 1970년 | 벳쇼 다케히코·오가와 요시하루   | 6위  | 130  | 33   | 92   | 5      | .264 | 45.5 | .215 | 69   | 3.78       |
| 1971년 | 미하라 오사무                   | 6위  | 130  | 52   | 72   | 6      | .419 | 19   | .234 | 94   | 3.03       |
| 1972년 | 미하라 오사무                   | 4위  | 130  | 60   | 67   | 3      | .472 | 14.5 | .254 | 115  | 3.73       |
| 1973년 | 미하라 오사무                   | 4위  | 130  | 62   | 65   | 3      | .488 | 4.5  | .228 | 78   | 2.60       |
| 1974년 | 아라카와 히로시                 | 3위  | 130  | 60   | 63   | 7      | .488 | 12   | .233 | 111  | 3.14       |
| 1975년 | 아라카와 히로시                 | 4위  | 130  | 57   | 64   | 9      | .471 | 16   | .245 | 101  | 3.31       |
| 1976년 | 아라카와 히로시·히로오카 다쓰로 | 5위  | 130  | 52   | 68   | 10     | .433 | 23.5 | .260 | 128  | 3.88       |
| 1977년 | 히로오카 다쓰로                 | 2위  | 130  | 62   | 58   | 10     | .517 | 15   | .267 | 170  | 4.01       |
| 1978년 | 히로오카 다쓰로                 | 1위  | 130  | 68   | 46   | 16     | .596 | -    | .279 | 157  | 4.38       |
| 1979년 | 히로오카 다쓰로                 | 6위  | 130  | 48   | 69   | 13     | .410 | 19   | .252 | 157  | 4.60       |
| 1980년 | 다케가미 시로                   | 2위  | 130  | 68   | 52   | 10     | .567 | 6.5  | .270 | 132  | 3.17       |
| 1981년 | 다케가미 시로                   | 4위  | 130  | 56   | 58   | 16     | .491 | 13.5 | .255 | 120  | 4.30       |
| 1982년 | 다케가미 시로                   | 6위  | 130  | 45   | 75   | 10     | .375 | 23.5 | .240 | 95   | 3.64       |
| 1983년 | 다케가미 시로                   | 6위  | 130  | 53   | 69   | 8      | .434 | 19   | .266 | 149  | 4.52       |
| 1984년 | 다케가미 시로·도바시 마사유키   | 5위  | 130  | 51   | 71   | 8      | .418 | 25   | .264 | 101  | 4.76       |
| 1985년 | 도바시 마사유키                 | 6위  | 130  | 46   | 74   | 10     | .383 | 26.5 | .264 | 143  | 4.75       |
| 1986년 | 도바시 마사유키                 | 6위  | 130  | 49   | 77   | 4      | .389 | 27.5 | .252 | 119  | 4.27       |
| 1987년 | 세키네 준조                     | 4위  | 130  | 58   | 64   | 8      | .475 | 19.5 | .260 | 159  | 4.51       |
| 1988년 | 세키네 준조                     | 5위  | 130  | 58   | 69   | 3      | .457 | 22   | .246 | 147  | 3.79       |
| 1989년 | 세키네 준조                     | 4위  | 130  | 55   | 72   | 3      | .433 | 28.5 | .254 | 140  | 3.97       |
| 1990년 | 노무라 가쓰야                   | 5위  | 130  | 58   | 72   | 0      | .446 | 30   | .257 | 123  | 4.24       |
| 1991년 | 노무라 가쓰야                   | 3위  | 132  | 67   | 63   | 2      | .515 | 7    | .259 | 140  | 3.93       |
| 1992년 | 노무라 가쓰야                   | 1위  | 131  | 69   | 61   | 1      | .531 | -    | .261 | 173  | 3.79       |
| 1993년 | 노무라 가쓰야                   | 1위  | 132  | 80   | 50   | 2      | .615 | -    | .263 | 140  | 3.20       |
| 1994년 | 노무라 가쓰야                   | 4위  | 130  | 62   | 68   | 0      | .477 | 8    | .250 | 130  | 4.05       |
| 1995년 | 노무라 가쓰야                   | 1위  | 130  | 82   | 48   | 0      | .631 | -    | .261 | 147  | 3.60       |
| 1996년 | 노무라 가쓰야                   | 4위  | 130  | 61   | 69   | 0      | .469 | 16   | .264 | 103  | 4.00       |
| 1997년 | 노무라 가쓰야                   | 1위  | 137  | 83   | 52   | 2      | .615 | -    | .276 | 138  | 3.26       |
| 1998년 | 노무라 가쓰야                   | 4위  | 135  | 66   | 69   | 0      | .489 | 13   | .253 | 97   | 3.69       |
| 1999년 | 와카마쓰 쓰토무                 | 4위  | 135  | 66   | 69   | 0      | .489 | 15   | .264 | 141  | 4.23       |
| 2000년 | 와카마쓰 쓰토무                 | 4위  | 136  | 66   | 69   | 1      | .489 | 12   | .264 | 137  | 3.62       |
| 2001년 | 와카마쓰 쓰토무                 | 1위  | 140  | 76   | 58   | 6      | .567 |      | .274 | 148  | 3.41       |
| 2002년 | 와카마쓰 쓰토무                 | 2위  | 140  | 74   | 62   | 4      | .544 | 11   | .263 | 142  | 3.39       |
| 2003년 | 와카마쓰 쓰토무                 | 3위  | 140  | 71   | 66   | 3      | .518 | 15.5 | .283 | 159  | 4.12       |
| 2004년 | 와카마쓰 쓰토무                 | 2위  | 138  | 72   | 64   | 2      | .529 | 7.5  | .275 | 181  | 4.70       |
| 2005년 | 와카마쓰 쓰토무                 | 4위  | 146  | 71   | 73   | 2      | .493 | 17.5 | .276 | 128  | 4.00       |
| 2006년 | 후루타 아쓰야                   | 3위  | 146  | 70   | 73   | 3      | .490 | 18   | .269 | 161  | 3.91       |
| 2007년 | 후루타 아쓰야                   | 6위  | 144  | 60   | 84   | 0      | .417 | 20.5 | .269 | 139  | 4.07       |
| 2008년 | 다카다 시게루                   | 5위  | 144  | 66   | 74   | 4      | .471 | 17.5 | .266 | 83   | 3.75       |
| 2009년 | 다카다 시게루                   | 3위  | 144  | 71   | 72   | 1      | .497 | 22   | .259 | 116  | 3.97       |
| 2010년 | 다카다 시게루                   | 4위  | 144  | 72   | 68   | 4      | .514 | 6.5  | .268 | 124  | 3.85       |
| 2011년 | 오가와 준지                     | 2위  | 144  | 70   | 59   | 15     | .543 | 2.5  | .244 | 85   | 3.36       |
| 2012년 | 오가와 준지                     | 3위  | 144  | 68   | 65   | 11     | .511 | 20   | .260 | 90   | 3.35       |
| 2013년 | 오가와 준지                     | 6위  | 144  | 57   | 83   | 4      | .407 | 28.5 | .253 | 134  | 4.26       |
| 2014년 | 오가와 준지                     | 6위  | 144  | 60   | 81   | 3      | .426 | 21   | .279 | 139  | 4.62       |
| 2015년 | 마나카 미쓰루                   | 1위  | 143  | 76   | 65   | 2      | .539 | -    | .257 | 107  | 3.31       |
| 2016년 | 마나카 미쓰루                   | 5위  | 143  | 64   | 78   | 1      | .451 | 25.5 | .256 | 113  | 4.73       |
| 2017년 | 마나카 미쓰루                   | 6위  | 143  | 45   | 96   | 2      | .319 | 44   | .234 | 95   | 4.21       |
| 2018년 | 오가와 준지                     | 2위  | 143  | 75   | 66   | 2      | .532 | 7    | .266 | 135  | 4.13       |
| 2019년 | 오가와 준지                     | 6위  | 143  | 59   | 82   | 2      | .418 | 18   | .244 | 167  | 4.78       |
| 2020년 | 다카쓰 신고                     | 6위  | 120  | 41   | 69   | 10     | .373 | 25   | .242 | 114  | 4.61       |
| 2021년 | 다카쓰 신고                     | 1위  | 143  | 73   | 52   | 18     | .584 | -    | .254 | 142  | 3.48       |
| 2022년 | 다카쓰 신고                     | 1위  | 143  | 80   | 59   | 4      | .576 | -    | .250 | 174  | 3.52       |
| 2023년 | 다카쓰 신고                     | 5위  | 143  | 57   | 83   | 3      | .407 | 29   | .239 | 123  | 3.66       |

- 2023년 시즌 종료 기준, 순위에서 굵은 글씨는 일본 시리즈 우승.
- 통산 성적 : 4490승 339무 5113패(승률 .468)

### 경기, 승패, 승률에 관한 기록

1950년부터 2016년까지의 팀 순위 변천사. 붉은점은 일본 시리즈 우승을 나타낸다.

- 리그 우승 : 9회

(1978년, 1992년, 1993년, 1995년, 1997년, 2001년, 2015년, 2021년, 2022년)
- 일본 시리즈 우승 : 6회

(1978년, 1993년, 1995년, 1997년, 2001년, 2021년)
- 센트럴·퍼시픽 교류전 우승·최고 승률 : 2회(2015년부터 2018년까지는 최고 승률)

(2018년, 2022년)
- 클라이맥스 시리즈 우승 : 3회

(2015년, 2021년, 2022년)
- A클래스 : 22회

(1961년, 1974년, 1977년 ~ 1978년, 1980년, 1991년 ~ 1993년, 1995년, 1997년, 2001년 ~ 2004년, 2006년, 2009년, 2011년 ~ 2012년, 2015년, 2018년, 2021년 ~ 2022년)
- B클래스 : 52회

(1950년 ~ 1960년, 1962년 ~ 1973년, 1975년 ~ 1976년, 1979년, 1981년 ~ 1990년, 1994년, 1996년, 1998년 ~ 2000년, 2005년, 2007년 ~ 2008년, 2010년, 2013년 ~ 2014년, 2016년 ~ 2017년, 2019년 ~ 2020년, 2023년)
- 최하위 : 18회

(1953년, 1960년, 1962년, 1965년 ~ 1966년, 1970년 ~ 1971년, 1979년, 1982년 ~ 1983년, 1985년 ~ 1986년, 2007년, 2013년 ~ 2014년, 2017년, 2019년 ~ 2020년)
- 연속 A클래스 진입 최장 기록 : 4년(2001년 ~ 2004년)
- 연속 B클래스 최장 기록 : 12년(1962년 ~ 1973년)

- 최대 연승 : 12연승(1991년)
- 최대 연패 : 16연패(1970년, 2019년)
- 최다 승리 : 83승(1997년)
- 최다 패전 : 94패(1950년)
- 최다 무승부 : 16무(1978년, 1981년)
- 최고 승률 : .631(1995년)
- 최저 승률 : .264(1970년)

- 게임 최다 득점 : 22득점(1955년 7월 13일 대 히로시마 카프)
- 게임 최다 실점 : 22실점(1999년 7월 22일 대 요코하마 베이스타스)

### 그 외의 기록
- 한 시즌 최다 병살타 : 140개(1996년, 센트럴 리그 기록)
- 한 시즌 연속 경기 득점 129경기(당시는 130경기제, 1978년 4월 1일(개막전)부터 10월 8일까지 일본 프로 야구 기록)

- 게임 최다 득점 : 22득점(1955년 7월 13일, 대 히로시마)
- 게임 최다 실점 : 22득점(1999년 7월 22일, 대 요코하마)

- 최다 홈런 : 181개(2004년)
- 최소 홈런 : 36개(1951년)
- 최고 타율 : .283(2003년)
- 최저 타율 : .201(1962년)
- 최고 평균자책점 : 2.29(1961년)
- 최저 평균자책점 : 4.76(1984년)

- 연속 안타 타석수 : 11타석(2009년 6월 14일·대 오릭스, 일본 프로 야구 기록 & 기네스 세계 기록)
- 개막 14경기 연속 실점 3점 이하(2015년 일본 프로 야구 기록)
- 연장 한 이닝 최다 득점: 12득점(2019년 4월 10일·히로시마 도요 카프, 일본 프로 야구 기록)

- 최소 경기차 : 4.5경기차(1973년)
- 최대 경기차 : 57.5경기차(1950년)
- 최다 연승 : 12연승(1991년)
- 최다 연패 : 16연패(1970년)[주 14]

### 팀 개인 기록
완전시합 달성자
- 미야지 유토 : 1956년 9월 19일 대 히로시마 도요 카프(이시카와 현영 겐로쿠엔 야구장) ※구단 최초, NPB 사상 3명째
- 가네다 마사이치 : 1957년 8월 21일 대 주니치 드래곤즈(주니치 스타디움)
- 모리타키 요시토미 : 1961년 6월 20일 대 주니치 드래곤즈(고라쿠엔 구장)

노히트 노런 달성자
- 가네다 마사이치 : 1951년 9월 5일 대 한신 타이거스(오사카 스타디움) ※구단 최초, NPB 최연소 기록(18세 35일)
- 오와키 테루오 : 1956년 5월 3일 대 주니치 드래곤즈(주니치 스타디움)
- 테리 브로스 : 1995년 9월 9일 대 요미우리 자이언츠(도쿄 돔)
- 이시이 이치히사 : 1997년 9월 2일 대 요코하마 베이스타즈(요코하마 스타디움)
- 릭 가톰슨 : 2006년 5월 25일 대 도호쿠 라쿠텐 골든 이글스(메이지 진구 야구장) 교류전에서는 첫, 구단으로서는 연고지에서의 첫 달성.
- 오가와 야스히로 : 2020년 8월 15일 대 요코하마 DeNA 베이스타스(요코하마 스타디움)

통산 2000안타 달성자
모두 명구회 멤버
- 오스기 카츠오 : 1981년 7월 21일 대중일 드래곤즈(하마마츠 구장) 투수 : 코마츠 다쓰오
- 와카마츠 츠토무 : 1985년 10월 9일 한신 타이거스(한신 고시엔 구장) 투수 : 리처드 게일
- 후루타 아츠야 : 2005년 4월 24일 대 히로시마 도요 카프(봇짱 스타디움) 투수 : 오타케 히로시
- 미야모토 신야 : 2012년 5월 4일 대 히로시마 도요 카프(메이지 진구 야구장) 투수 : 후쿠이 유야

통산 200승 달성자
- 가네다 마사이치 : 1958년 6월 6일 명구회 창설 멤버이지만 현재는 탈퇴했다.

한 시즌 200안타 달성자
- 아오키 노리치카(2005년·2010년) ※NPB 사상 2명째, 복수회 달성은 NPB 사상 최초.
- 알렉스 라미레스(2007년) ※NPB 사상 세 번째, 우타자 달성은 NPB 사상 최초.

트리플 3 달성자
- 야마다 데쓰토 : 타율 .329 38홈런 34도루(2015년) ※NBP 사상 9번째
- 야마다 데쓰토 : 타율 .304 38홈런 30도루(2016년) 2년 연속, 연이은 트리플 3 달성은 NPB 사상 최초.
- 야마다 데쓰토 : 타율 .315 34홈런 33도루(2018년)

시즌 최다 홈런 기록
- 블라디미르 발렌틴 : 60홈런(2013년) ※일본 프로 야구 기록, 아시아 야구 기록

## 역대 연고지 및 홈구장
- 1950년：고라쿠엔 구장

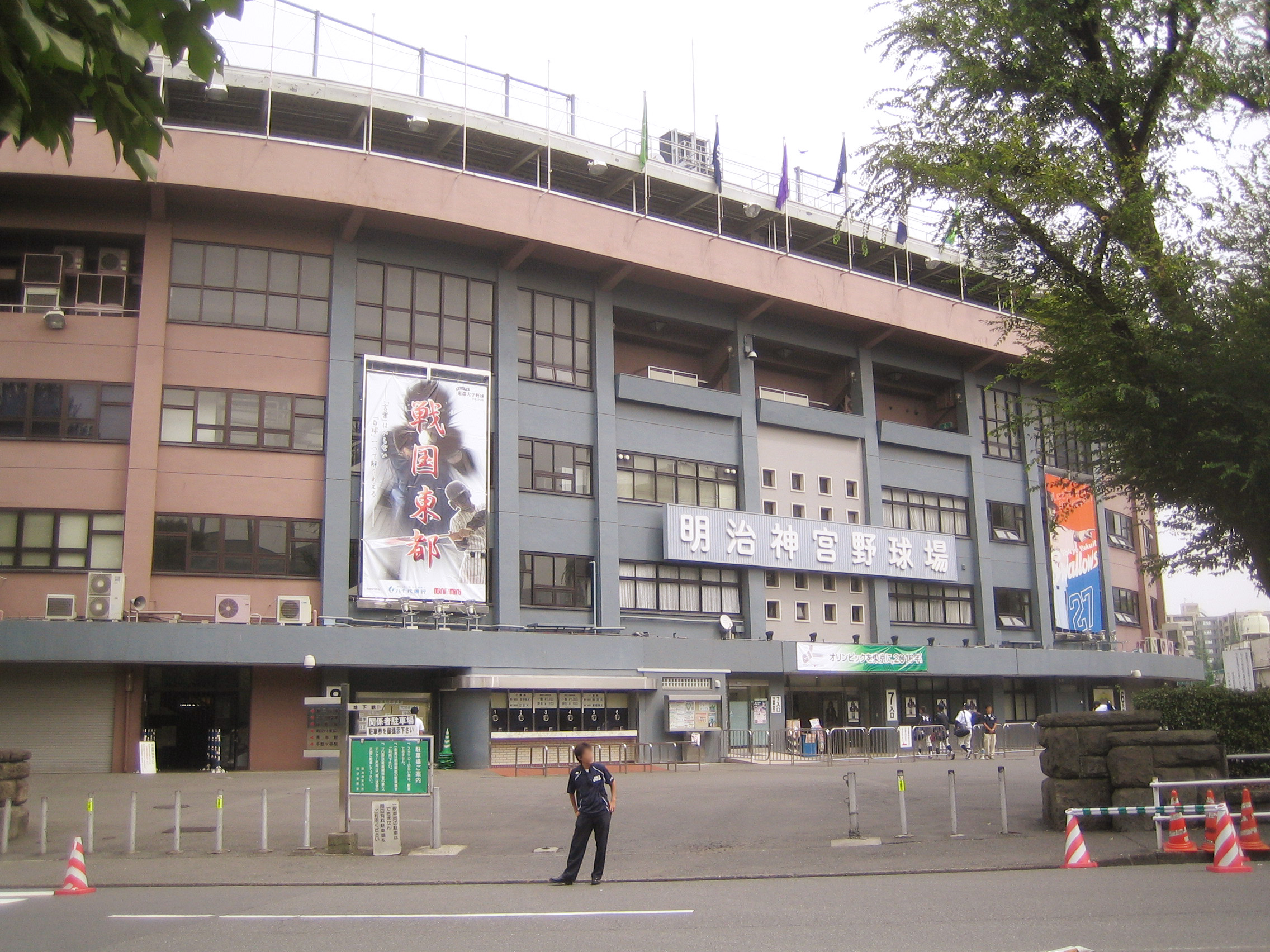
메이지 진구 야구장의 정문과 매표소 입구

- 1951년: 고라쿠엔 구장, 무사시노 그린파크 야구장(프랜차이즈 제도의 실시는 1952년부터)
- 1952년 ~ 1963년 : 고라쿠엔 구장
- 1964년 ~ : 메이지 진구 야구장(대학야구, 고교야구 등에서 진구 구장을 사용할 수 없는 경우는 주최경기를 지방구장에서 개최한다.)

※덧붙여 경기 전의 사전 연습은, 학생 야구(도쿄 6대학 야구 연맹 외)를 우선하는 관계로, 홈구장에서 사용하는 것은 학생 야구의 시합이 없을 때에 한정되기 때문에, 원칙적으로 메이지 신궁 외원 연식 그라운드에서 유일한 인공 잔디 대체의 코부시 그라운드, 혹은 메이지 신궁 외원 실내구기장을 사용하여 행해진다(진구 제 2구장도 인공 잔디 구장이지만, 학생 야구의 개최 시간대 이외는, 메이지 신궁 외원 골프 연습장에서 연습장으로 사용하기 때문에, 야구의 연습·경기는 사실상 불가능하다).

## 팀 특징

### 구단명
‘스왈로스’의 명칭은 당시 국철(国鉄)에서는 유일한 특급열차로, 일본에서 가장 빠른 ‘츠바메’호에서 유래한다. 구단기에는 열차의 헤드마크 등에 사용되고 있던 〈츠바메 마크〉를 채용해, 〈스왈로스〉의 로고 디자인은 국유철도의 디자인실이 디자인한 것을 오늘까지 사용하고 있다. 스포츠 신문의 표제에서도 ‘삼기’ 혹은 ‘제비’라고 쓰여지는 일도 있다.
- 닉네임 결정시, 국유철도 직원을 대상으로 한 공모를 실시했는데, 철도 관계에서는 〈스왈로스〉, 〈아이안 아이젠〉,  〈휘슬〉, 〈휠〉, 〈엔진・레일 웨이〉, 〈레일 로드〉,〈에츠키스 프레스〉, 〈벤케이〉, 〈레츠드 캣츠프(붉은 모자)〉, 〈다이샤린〉, 〈포츠포〉, 〈서비스〉, 〈스테이션(역)〉 등이, 동물명으로는 곰, 코끼리, 기린, 사자, 콘도르, 갈매기, 무카데(지네), 들고양이 등이, 바뀐 곳에서는 키리버스, 스리츠파즈, 뽀빠이등의 응모가 있었다.[50] 최종안으로 남은 것이 〈스왈로스〉와 〈키리버스〉의 2개이다.[주 15] 그러나 고쿠테쓰 사장은 ‘다이샤린에 오동나무’는 일반적으로 그다지 알려지지 않았고 고쿠테쓰 내부용 인상이 강했다. 한편, 제비는 옛 스피드의 상징으로, 스피드를 중시하는 야구팀의 애칭에 어울리며, 사람의 생활권에 영소하는 습성이 있기 때문에, 사람에게 사랑받는 구단명으로서 적절한 것으로 고려되어, 〈스왈로스〉로 결정했다는 경위가 있다.

- 원래 제비는 국철의 상징적인 존재였다.  1950년에 국철자동차국이 심볼마크에 제비를 일반공모로 채용하고 있으며, 현재의 JR버스 각사가 제비를 마스코트 캐릭터로 계승하고 있는 것도 그 유명이다. 구·마루젠 석유(현·코스모 석유)가 제비의 마크를 사용하고 있던 것도, 개업 당초에 철도성과의 연결이 깊었기 때문이다. 현재 규슈 신칸센에서도 열차의 애칭에 ‘츠바메호’가 사용되고 있다.

- 영어에서는 제비를 의미하는 영어: swallow의 a는 로마자 읽기가 아니고, 영어: shot  o 와 같은 발음이기 때문에 스월로즈(일본어: スウォローズ)가 가깝다.

- 국철은 당초 ‘콘도르즈’로 하려고 했지만, 본업의 철도가 “혼잡하다”에서는 마이너스 이미지이기 때문에 멈췄다. 다만, 고쿠테쓰 구단의 모체가 된 교통협력회가 발행하는 철도업계지인 ‘교통신문’의 국철 구단 특집기사에 의하면 국철 구단 닉네임 현상 응모 중 많은 것은 스왈로스(燕)이지만, 한편 콘도르즈(禿鷹)도 상당했다고 한다.[51] 거기에 콘도르는 어쩐지, 마치 〈혼잡하다〉 같아서 좋지 않다, 하지만 스왈로스는 〈좌우〉에 통하는 느낌이 있어라고 게재하고 있다. 그래서 반드시 속설이라고 단절할 수 없다. 덧붙여 난카이 호크스에도 콘도르즈를 팀명 후보로 한 이야기가 있지만, 이쪽은 구단사에도 기재되어 있어 근거가 없는 농담은 아니다.

- ‘아톰스’는 당시 모회사였던 후지 TV에서 애니메이션이 방영되어 구단 개명 후에 산케이 신문의 일요일판에도 만화 원작이 연재된 데즈카 오사무 원작의 《철완 아톰》에서 점찍었다. 또한 히로시마 도요 카프가 창설된 당초 아톰스도 구단명의 후보에 올랐다고 알려져 있다. 덧붙여 전술한 경위로부터, 1969년만은 구단명·법인명을 순수하게 닉네임 만의 ‘아톰즈(구단)’으로 했다.

## 마스코트
현재
- 츠바쿠로 - 1994년 등장. 스왈로즈의 헬멧을 쓴 제비.
- 츠바미 - 츠바쿠로의 여동생. 1999년 등장.
- 토르쿠야 - 2014년 6월 등장. 멕시코 출신의 복면 레슬러.

※펫마크는 기본적으로 츠바쿠로를 사용한 것이 사용되지만, 일부 미디어에서는 츠바타로를 사용한 것을 사용.
과거
- 아톰 - 아톰스 시대의 1966년부터 1973년까지 사용.  만화 《철완 아톰》의 주인공. 구단기나 펫마크 등에 사용.
- 공 얼굴을 한 마스코트 - 1978년 등장. 츠바쿠로 이전의 펫마크에 사용된 캐릭터.  통칭 〈볼보야〉, 정식 명칭은 없음. 그 후, 복각 상품에서는 〈볼군〉으로 표기.
- 야보 - 1978년부터 1979년경에는 등장해, 츠바쿠로 등장(1994년)의 전년까지 존재한 제비의 캐릭터. 진구 구장에서의 옷차림만이었던 것 같고, 펫마크 등에는 기용되지 않았다.
- 수짱 - 야보와 같은 시기에 존재하는 여자의 제비 캐릭터. 덧붙여 야보, 수짱은, 일본 프로 야구 최초의 인형 캐릭터이다.
- 츠바타로(엔타로) - 2005년 등장, 2014년 5월 은퇴. 스왈로스의 유니폼을 입은 제비.

## 역대 구단가·응원가
2016년 기준, 구단 공식 사이트에는 응원 송으로서 〈We Are The Swallows〉만이 게재되고 있다.
아톰스 - 야쿠르트 아톰스 시대
- 〈아톰스 마치〉(アトムズマーチ) (1969년 제작. 1970년에 야쿠르트 아톰스가 되었을 때 가사를 일부 변경했다.

야쿠르트 스왈로스 시대
- 〈뛰쳐나가라 야쿠르트 스왈로스〉(とびだせヤクルトスワローズ) (노래 : 마츠오카 히로시) - 초대의 구단 공식 응원 노래.

- 〈스왈로스 찬가〉(スワローズ賛歌) (노래 : 사카가미 지로)

- 〈빅토리로드〉(ビクトリーロード) (노래 : ILYS (아이리스)) - 진구 구장에서 승리시 마지막으로 장내에서 흘리는 노래. 1980년대 무렵과 2000년 전후에 흘러나왔다. 현재는 사용되고 있지 않다.  1978년 9월 발매.

- 〈디스코 쇼베 스왈로스!〉(ディスコ翔べスワローズ!) - 1979년 5월 발매.  당시 디스코 붐을 타고 발매됐다.

- 〈스왈로스 온도〉(スワローズ音頭) - 1983년 4월 발매.  메인 보컬은 사카가미 지로, 아라키 다이스케, 마츠오카 히로시, 카지마 켄이치, 오하나 타카오, 오야야 아키히코, 카도 후지오, 오스기 카츠오, 와카마츠 츠토무의 스왈로스 선수가 코러스를 맡고 있다.

- 〈너야말로 히어로〉(君こそヒーロー) - 〈スワローズ・ビクトリー・マーチ〉. 구장에서는, 드리마톤의 연주로 사용되었지만, 실제의 곡은 우승 세레모니 등 특별한 경우 이외는 흘리지 않았다.  2006년 이후, 응원단에 의해 사사구에 의한 출루·도루 성공시 등의 테마로 사용되고 있었지만, 2012년부터는 경기전, 공격전에 흘러나오는 형식으로 변경되고 있다.

- 〈청춘 다이아몬드〉(青春のダイヤモンド) - 스왈로즈의 구단 노래.

- 〈럭키 세븐의 노래〉(ラッキー・セブンの歌) - 1995년 9월 1일 발매.

- 〈Field Of Dreams (Beat Park Anthem)〉 - 2005년 9월 21일 발매. F-Project의 일환으로 제작되었다. Zeebra와 G.K.MARYAN의 작곡. 곡은 Zeebra의 Street Dreams와 동일하며 가사만 변경되어 구단 응원이 되고 있다. 곡 중에 ‘야쿠르트’, ‘스왈로스’라는 단어가 나타나지 않지만, ‘도쿄온도’, ‘진구’, ‘신궁 외원’이라는 단어가 출현하고, 또 〈뛰쳐나가라 야쿠르트 스왈로스〉의 시작 부분이 사용되고 있다.

도쿄 야쿠르트 스왈로스 시대
- 〈We Are The Swallows〉 - 2009년 야쿠르트 구단 창설 40주년을 기념해(야쿠르트 스왈로즈로의 개칭 이후) 2대째의 구단 공식 응원가로서 제작. 작사·작곡은 하야시다 켄지. 2009년부터 응원단에 의해 안타에 의한 출루의 테마로 사용되고, 2012년부터는 공격 중인 출루 전반에 사용되고 있다.

## 응원 스타일

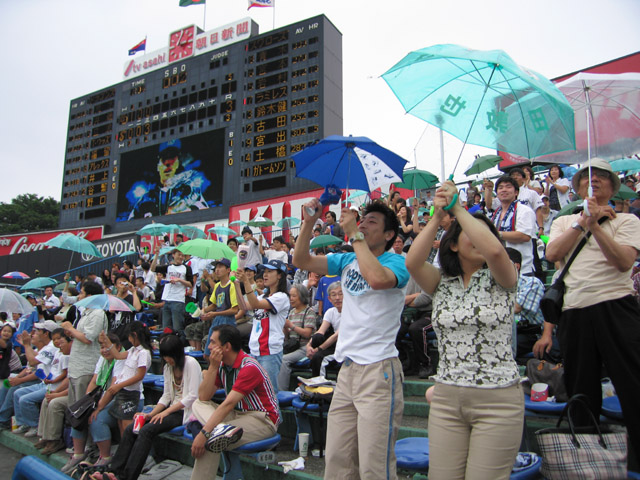
도쿄온도에 맞춰 춤추는 스왈로스 팬(진구 외야석)

응원가에서는 오리지널로 작곡한 것과 기존의 팝스곡에 성원을 더한 것으로 나뉜다. 그리고 득점이 들어오면 비닐 우산을 흔들면서 〈도쿄온도(東京音頭)〉를 부르는 것이 스왈로스의 응원의 특색이다. 도쿄온도를 처음으로 응원에 사용한 것은 도쿄 오리온스(현·지바 롯데 마린스)이지만, 도쿄 오리온스의 연고지 이동도 있어, 1978년의 우승과 전후해 시작되었다. 진구 구장의 응원단에서 시작되었지만, 현재는 전국에서 행해지고 있다.

## 영업·팬 서비스

### 공식 팬클럽 ‘SWALLOWS CREW’
2013년부터 리뉴얼된 공식 팬클럽으로 2015년 3월 현재 사다 마사시(가수)와 데가와 테츠로(코미디언)와 무라카미 하루키(작가)가 연예인 프레임으로 〈SWALLOWS CREW 명예회원〉에 등록하고 있다. 연고지인 진구 구장에서 열리는 경기 예매 티켓 구입과 상설 상품 샵(스타디움 거리·메이지진구가이엔 연식 구장 부지 내)에서의 쇼핑에서도 포인트가 모인다.
회원은 플래티넘, 골드, 레귤러, 키즈, 라이트(모두 유료), 무료의 6종류가 되고 있다.

### 세리그 수도권 3구단 합동 기획
2012년부터 도쿄 야쿠르트 스왈로즈, 요미우리 자이언츠, 요코하마 DeNA 베이스타스와의 3구단 합동으로 〈GSDB 프로젝트〉를 시작해 팬클럽 회원에 한해 요미우리・DeNA 주최의 야쿠르트전에서 입장 포인트 부여나 회원 한정 이벤트의 실시의 타 해당 경기의 예매 티켓 우선 판매나 구장 DJ, 치어리더팀, 마스코트 캐릭터의 상호 방문을 실시하고 있다.

### 지방 개최
연고지의 메이지 진구 구장이 대학 야구 최우선으로 스케줄을 짜고 있는 관계로, 한때는 히로시마와 나란히 지방 개최가 세리그에서 가장 많았다. 특히 세·파 교류전 도입 이전에는 일본 전국이라고 해도 좋을 정도로 각지에서 경기를 하고 있었지만, 닛폰햄의 삿포로 이전이나 센다이를 연고지로 하는 라쿠텐의 신규 참가 등 파·리그 가맹팀의 지방 분산화로, 심지어는 교류전 개시 등의 영향도 있어 2000년대 후반 이후는 타구단과 마찬가지로, 지방 개최를 축소하는 경향에 있어, 현재는 연간 4 ~ 5경기에 억제되고 있다.
또한, 2020년은 도쿄 올림픽·패럴림픽 개최 기간 중과 그 전후는 홈구장의 메이지 진구 구장이 자재 두는 장소·VIP 대기 장소가 되기 때문에 사용 불가가 되기 때문에, 요미우리의 홈구장인 도쿄 돔에서 첫 주최 시합을 7월 초순부터 9월 초순에 걸쳐 11경기할 예정으로, 그 밖에 마쓰야마의 2경기와 함께 지방 개최를 13경기 실시할 예정으로 했지만, 도쿄 올림픽 개최가 연기되었다. 이에 따라, 도쿄 돔에서의 주최 예정이던 시합 개최는 모두 진구 구장에서의 개최로 변경되었다.
2021년은, 연기가 된 도쿄 올림픽·패럴림픽이 정상 개최됨에 따라, 요미우리의 홈구장인 도쿄 돔에서 최초의 주최 시합을 8월 하순부터 9월 상순에 걸쳐 6경기를 실시하고, 그 밖에 마쓰야마의 2경기 및 시즈오카에서의 2경기와 함께 지방 개최를 10경기 실시했다.
지방 개최 중에서도 특히 개최의 기회가 많은 구장으로서, 아키타현립 야구장(코마치 스타디움), 후쿠시마 현영 아즈마 구장, 시즈오카현 쿠사나기 종합 운동장 경식 야구장, 마쓰야마 중앙 공원 야구장(보짱 스타디움) 등을 들 수 있고, 연차에 따라서는 동일 구장에서 2경기가 짜질 수 있다. 이 중 마츠야마는 추계 캠프에서 사용하고 있는 인연으로부터 기본적으로 매년 2경기 짜여져 있고(2019년은 1경기만), 특히 2013년 3경기가 행여졌다. 이들 구장에서는 교류전 개시 전에는 없었던 대 요미우리전도 행해지게 되어, 2009년은 후쿠시마 현영 아즈마 구장에서 1경기, 2010년은 보짱 스타디움에서 2경기, 2011년은 아즈마 구장에서 1경기와 시즈오카현 쿠사나기 종합 운동장 코시키 야구장에서 4경기의 총 5경기의 요미우리전이 지방 개최가 이루어지고 있다.(2021년도 마츠야마에서 2경기를 개최)
한때 롯데의 홈구장인 지바 마린 스타디움(현・ZOZO 마린 스타디움)에서도 도쿄 6대학 야구 연맹 야구(조케이전)가 열리는 매년 5월 하순에 주최 경기가 개최되었지만, 세·파 교류전 개최에 따라 2005년에는 7월 개최가 되어, 2006년 이후는 동구장을 홈구장으로 하는 롯데 주최의 교류전으로 전환되어, 야쿠르트 주최에서는 실시되고 있지 않았다. 이렇게 지방의 개최가 많음에도 다른 팀 주최의 지방 개최 시합에서 궁합의 장점을 발휘하기도 한다. 예를 들어 도야마 알펜 스타디움에서 개최되는 요미우리·주니치의 경기에서는 2016년 9월 현재 8전 6승 2무로 패배가 없다.

### 나가사키현과의 인연
1970년대부터 2002년까지의 거의 매년, 구단 오너 마쓰조노 나오미의 출신지인 나가사키현에서의 공식 시합이 개최되고 있었다.
1976년 드래프트 1위로 입단한 마쓰조노와 같은 나가사키 출신의 사카이 케이이치를 당시 구단 최고액의 계약금 3,000만 엔으로 계약, 그러나 마쓰조노는 “사카이는 골든 루키다. 수취로 3,000만 엔에  할 수 없는 것인가”의 한 목소리로, 800만 엔이 올려졌다. 게다가 나가사키 시내의 호텔에서 행해진 사카이를 위한 입단 발표에는, 마쓰조노 오너도 동석. 그 후, 이례적인 파티까지 열려, 당시의 나가사키현 지사 등 현내의 정재계의 거물까지 참석했다. 비용의 200만 엔도 구단이 부담했다. 마쓰조노는 이듬해 1977년 현지의 나가사키 신문의 사장으로 취임했다. 1988년에 퇴임하지만, 그 다음해인 1989년 나가사키현 민방 TV 제3국 나가사키 문화 방송(NCC)의 초대 대표 이사 회장에 취임. 나가사키 문화 방송은 나가사키 신문 주도로 설립되어 야쿠르트 스왈로스의 방송권을 가지고 있는 TV 아사히 계열 풀넷국이 되었다. 한편, 나가사키 출신의 가수 사다 마사시는 요미우리의 나가시마 시게오의 대팬이었지만, 1980년에 나가시마가 요미우리 감독에 해임되자 동향의 마쓰조노와 친교가 깊어진 적도 있어 야쿠르트 팬으로 전향했다. 선수의 나가사키 원정시에는 명물의 싯포쿠 요리를 대접하고 있다.
1997년에 개장한 나가사키 현영 야구장에서 처음으로 공식전(대 히로시마 도요 카프전)을 실시했을 때, 9월 6일의 경기가 우취로 중지되자, 다음날의 경기에서는 7회 도중 강우 콜드 패배가 되었다. 그 후에도 나가사키에서의 공식전을 개최하고 있었지만, 마쓰조노가 1994년에 사망하고, 또 야쿠르트 혼샤의 사업 재편에 의한 나가사키 공장의 폐쇄도 있었기 때문인지, 2002년을 마지막으로 야쿠르트 주최의 공식전은 개최되고 있지 않다. 2009년 7년 만에 나가사키에서 경기를 실시했지만 이 경기는 요미우리 주최의 원정으로서의 게임이었다.

### 동일본 대지진이후의 대응
진구 구장은 학생 야구를 최우선으로 하기 때문에, 학생이 데이 게임을 기본으로 하는 이상, 프로의 시합은 나이트 게임을 원칙으로 할 수 밖에 없다. 그러나 동일본 대지진(도호쿠 지방 태평양 해역 지진) 직후에는 학생과의 조정을 하고, 진구 구장에서 데이 게임을 한 예도 있다.
지진 발생 직후인 2011년 3월 세리그는 일단 3월 25일에 개막시킬 결정을 했다. 이때 야쿠르트 구단 사무소에는 팬들의 불만 전화가 쇄도했다. 90%가 25일 개막에 비판적인 내용이었지만, 많은 기업이 계획 정전으로 손실을 내고 있는 가운데, 데이 게임이나 돔을 사용하지 않는, 도호쿠나 관동에서의 시합 개최를 하지 않는다고 하는 선택지로서 새로운 구단 상무는 “야쿠르트 혼샤의 손실도 크다”는 이유로 개막을 결단했다. 그 후 문부과학성으로부터의 요청을 받아 일단 나이트 게임을 열지 않고 개최지를 지방구장으로 변경할 가능성이 있음을 시사했다. 그 후 진구 구장를 주회장으로 하는 도쿄 6대학·동도의 양대학생 야구 연맹의 협력을 얻어, 쿠사나기로 구장을 바꾼 4월 26일부터 4월 28일까지의 요미우리전 이외의 4월의 주관 경기에 대해서는 진구 구장에서의 데이 게임 개최가 실현되었다.(학생 야구는 오전 9시부터 1경기만 개최)

## 기타
- 선수의 부상이 많은 것으로 알려져 있다(예로, 아라키 다이스케·이토 토모히토·사토 요시노리 등). 오치아이 히로미쓰이 주니치의 감독을 물리친 뒤, 야쿠르트의 주력급 선수의 잇따른 전선 이탈에 대해, 연습량이 주니치에 비해 적은 것이 원인이라고 말했다.[56] 또, 에모토 타케노리도 야쿠르트의 연습량의 적거나 미국식의 구수 제한을 도입하고 있던 것을 비판한 적이 있다.[57] 주장을 맡은 적이 있는 미야모토 신야도, 연습량의 적음을 지적하고 있다.[58] 선수로서 뿐만 아니라 코치 경력도 있는 스미 미츠오는, 노무라의 감독 시대는 연습량은 적었지만, 그것만은 계승되고 있다고 평가하고 있다.[59] 거기에 따라 2군전에 출전할 수 있는 선수가 항상 부족한 상태가 되어 투수나 포수가 내외야를 지키는 것도 드물지 않고, 마침내 타격 투수로서 계약하고 있던 전 선수를 현역 복귀시켜, 2군 경기에 출전시킨 시즌도 있다.[60] 이 상태를 통속의 야전병원에 비유한 ‘야전병원(ヤ戦病院)’이라는 인터넷 속어도 널리 사용되고 있다.[61]

- 1994년부터 2012년(홈게임에서만. 방문자는 2014년까지)에 사용된 모자의 마크 “Ys”의 원형은, 1969년 ~ 1970년의 아톰즈 시대로 거슬러 올라간다.(당시는 “Ya”마크) 닉네임을 스왈로즈로 되돌린 1974년부터 1993년까지는 대폰트의 소문자로 〈ys〉였지만(2013년 이후도 마찬가지), 왼쪽으로 크게 〈Y〉오른쪽으로 작게 〈s〉로 변경되었다.

팀의 알파벳에서의 약칭은 스왈로스의 머리글자인 〈S〉로 하는 것이 많다. 주간 베이스볼의 2군 전 일정표에서는 일시구단 약칭을 Ys로 해, 쇼난 실렉스(현·요코하마 DeNA 2군)이 S로 하고 있었지만, “S가 1군과 2군으로 다른 팀을 나타내는 것은 이상한 것은  없는가”라는 의견도 있어, 야쿠르트를 S, 쇼난을 SR로 변경했다.

## 유니폼의 변천사
- 홈 유니폼 (2017년)
- 원정 유니폼 (2016년)
- 2013년～2015년의 홈 유니폼.
- 2009년～2012년의 원정 유니폼.

## 스폰서

### 톱 스폰서
2019년 시즌 현재 아래 8개사가 톱 스폰서 계약 체결 중이다.
- 오픈 하우스
- 기린 맥주
- 코카콜라 보트러스 재팬
- 도시바
- 마이 네비게이션
- 파나틱스 재팬
- 믹시
- 야쿠르트 혼샤

### 스왈로스·츠바시시 교류 사업
팀의 애칭 〈스왈로스〉가 일본어로 제비를 의미하기 때문에, 그것과 같은 이름을 지명으로 하고 있는 니가타현 츠바시와, 츠바키시에 본사를 두는 트윈버드 공업(가전), 와헤이 프레이즈(조리 기구),  에코금속(일용품 금속가공), 호쿠코시 공업(중기계), 삼기식품(식품가공)의 5개사가 협찬해, 2011년부터 〈스왈로스·츠바시〉 교류 사업의 대처를 하고 있다.

### 유니폼 스폰서
세리그에서는 각 구단의 합의에 의해 2002년도부터 홈용 유니폼에 한정해 스폰서 광고를 게시할 수 있게 되었지만, 스왈로스에서는 2005년까지 게시하지 않았다. 2006년 공식 스폰서가 된 유니덴이 홈 유니폼 왼쪽 가슴, 카카쿠콤이 헬멧에 각각 게시를 시작한 것을 시작으로 유니폼 광고를 채용했다. 계약 만료 후의 2008년은 게시를 하지 않았지만, 유니폼의 디자인을 변경한 2009년에 재개시켰다. 2010년부터는 모회사·야쿠르트 혼샤의 상품명을 기록한 엠블럼이나 스티커를 게시하고 있다.
〈TOKYO〉 로고의 써드 유니폼을 요미우리와의 〈TOKYO 시리즈〉의 원정 게임으로 착용할 때는, 2020년은 규정에 배려해 광고를 유니폼과 같은 소재의 맞는 천으로 숨겼지만, 때때로 벗겨진 일이 있었기 때문에, 2021년은 별도로 광고가 없는 것으로 만들었다.
유니폼 왼쪽 가슴
- 마제스틱 애슬레틱(현재 공식 공급업체 계약)

헬멧 및 유니폼 허리
- 터프맨(야쿠르트 혼샤, 2011년도 도중으로부터)

### 과거
유니폼 왼쪽 가슴
- 유니덴 (2006 ~ 2007년, 공식 파트너십 계약)
- 제트(2009 ~ 2015년, 공식 공급자 계약)

유니폼 허리
- 인텔(2007년)

헬멧
- 카카쿠닷컴(2006년)
- 레노버 재팬(2007년)

## 역대 감독
※굵은 글씨는 리그 우승, ◎는 일본 시리즈 우승.
1. 1950년 ~ 1953년 ： 니시가키 도쿠오
2. 1954년 ~ 1955년 ： 후지타 소이치
3. 1956년 ~ 1960년 ： 우노 미쓰오
4. 1961년 ~ 1962년 ： 스나오시 구니노부
5. 1963년 ： 하마자키 신지
6. 1964년 ~ 1965년 ： 하야시 기이치[※ 1][※ 2]
7. 1966년 ~ 1967년 ： 이이다 도쿠지[※ 3][※ 4]
8. 1968년 ~ 1970년 ： 벳쇼 다케히코[※ 5][※ 6][※ 7]
9. 1971년 ~ 1973년 ： 미하라 오사무
10. 1974년 ~ 1976년 ： 아라카와 히로시[※ 8][※ 9]
11. 1976년 ~ 1979년 ： 히로오카 다쓰로◎[※ 10]
12. 1980년 ~ 1984년 ： 다케가미 시로[※ 11]
13. 1984년 ~ 1986년 ： 도바시 마사유키
14. 1987년 ~ 1989년 ： 세키네 준조
15. 1990년 ~ 1998년 ： 노무라 가쓰야◎
16. 1999년 ~ 2005년 ： 와카마쓰 쓰토무◎
17. 2006년 ~ 2007년 ： 후루타 아쓰야[※ 12][※ 13]
18. 2008년 - 2010년 ： 다카다 시게루[※ 14]
19. 2011년 ~ 2014년 ： 오가와 준지(제1차)
20. 2015년 ~ 2017년 ： 마나카 미쓰루
21. 2018년 ~ 2019년 ：오가와 준지(제2차)
22. 2020년 ~ ：다카쓰 신고◎

1. ↑  1965년은 4월 25일까지 지휘했고, 나머지 경기는 스나오시 구니노부가 감독 대행.
2. ↑  여기에서 산케이 스왈로스 시대
3. ↑  여기에서부터 선케이 아톰스 시대
4. ↑  1967년은 5월 23일부터 7월 4일까지 나카하라 히로시가 감독 대행.
5. ↑  여기에서부터 아톰스 시대
6. ↑  여기에서부터 야쿠르트 아톰스 시대
7. ↑  1970년은 8월 18일까지 지휘했고, 나머지 경기는 오가와 요시하루가 감독 대행.
8. ↑  여기에서부터는 야쿠르트 스왈로스 시대
9. ↑  1976년은 5월 12일까지 지휘했고, 나머지 경기는 히로오카 타츠로가 감독 대행.
10. ↑  1979년은 8월 17일까지 지휘했고, 나머지 경기는 사토 다카오가 감독 대행.
11. ↑  1984년은 4월 26일까지 지휘했고, 5월 22일까지는 나카니시 후토시가 감독 대행.
12. ↑  여기에서부터는 도쿄 야쿠르트 스왈로스 시대
13. ↑  선수 겸임 감독
14. ↑  2010년은 5월 26일까지 지휘했고, 나머지 경기는 오가와 아츠시가 감독 대행.

## 영구 결번
구단으로부터 공인된 영구 결번은 2015년 기준으로 현재 없다. 그 밖에 결번의 등번호에는 이하의 것이 있다.
- 27 : 후루타 아츠야, 2007년을 끝으로 은퇴한 후루타의 공적을 기리며, 구단은 같은 해 10월 11일에 〈27〉을 “명예 번호”라고 한다고 발표했다. ‘실적을 쌓은 포수만 사용할 수 있는 번호’로, 이적을 불문하고 착용에 적합한 선수가 나타날 때까지는 결번이 될 예정이다. 후루다 아츠야 이전에는 네고로 히로미츠(1958년~1966년)→카토 토시오(1967년~1970년)→오야 아키히코(1971년~1985년)와 1958년부터 1985년까지 역대 고쿠테쓰 →산케이→ 야쿠르트의 정포수가 입고 있었다.(네고로 이전에는 외야수의 마치다 유키히코가 착용)

## 사와무라 에이지상 수상자
- 가네다 마사이치 : 3회(1956년 ~ 1958년)
- 마쓰오카 히로무 : 1회(1978년)
- 가와사키 겐지로 : 1회(1998년)

## 주요 캠프장
- 오키나와현 우라소에 시민 구장(1군 춘계 캠프)
- 메이지 진구 야구장(홈구장)
- 에히메현 마쓰야마 보짱 스타디움(추계 캠프)
- 미야자키현 니시토하라 운동 공원 야구장(2군 춘계캠프)

## 참고 문헌
- 호리 테츠 : 〈고쿠테쓰 스왈로스 1950-1964 400승 투수와 사랑해야 할 만년 B클래스 구단〉 교통신문사〈교통신문사 신서〉 2010년 ISBN 978-4-330-15610-1

### 내용주
1. ↑  현재 기록은 1968년에 에나쓰 유타카가 기록한 401 탈삼진.
2. ↑  구단 사상 유일한 기록.
3. ↑  다만 이 시대는 산케이에 한정되지 않고도, 지명되어도 입단을 거부하거나, 지명해도 협상을 실시하지 않고 그대로 실효하는 사람이 많았다.
4. ↑  당시의 일본 프로 야구 워스트 기록으로, 현재도 세리그 워스트 기록 및 사이에 무승부를 두지 않는 연패의 워스트 기록이다. 일본 프로 야구 기록은 파리그의 지바 롯데 마린즈가 1998년에 기록한 18연패(무승부 1을 끼운다).
5. ↑  세리그에서 90패 도달 구단은 이후 2003년까지 나타나지 않았다.(요코하마 DeNA 베이스타스, 94패)
6. ↑  세리그에서 승률이 3할 미만인 것은 그 해 야쿠르트가 마지막이였다. 파리그에서는 2005년 신규 참가한 도호쿠 라쿠텐 골든 이글스가 .281을 기록했으며, 이후 일본 프로야구에서 30%를 밑돌은 팀은 없었다.
7. ↑  구단 공식 사이트에도 1970년에만 해당자 없음[11]
8. ↑  일본 기록은 난카이 호크스 시대였던 1978년부터 후쿠오카 다이에 호크스 시대의 1993년에 걸쳐 기록한 16년 연속 우승 실패 기록이다.
9. ↑  6월 5일에 1000타점, 6월 22일에 1500경기 출전, 8월 11일에 350홈런, 8월 25일에 1500안타.
10. ↑  이 해에 규정 투구 횟수에 도달한 것은 하카미, 타카기, 가와사키 뿐이었다.
11. ↑  CS 도입 이전 파리그 플레이오프에서는 2005년 세이부가 승률 5할 미만으로 진출했다.
12. ↑  2003년은 요미우리와 동률인 3위였으며 2002년은 요미우리가 우승을 차지하면서 야쿠르트가 2위를 차지했기 때문에 2005년의 홈 경기 개막권을 얻지 못했다.
13. ↑  1966년은, 다이요와 동률 최하위.
14. ↑  무승부를 사이에 두지 않은 연패로서는 프로 야구 최다 기록(무승부를 사이에 두었을 경우의 기록은 1998년 지바 롯데 마린스의 18연패)
15. ↑  국철(国鉄)의 문장 ‘다이샤린에 오동나무’에서 유래. 구단 설립 당초는 유니폼의 소매장에도 사용되었다.
16. ↑  히로시마도 지방 개최는 현재는 연간 1 ~ 2경기(2020년 없음)로 억제하고 있기 때문에, 현재는 세리그에서 경기수 기준으로 가장 많이 지방 개최를 실시하는 구단은 한신이다. 그러나 거의 모든 것이 교세라 돔 오사카이기 때문에 실질(개최 구장 기반)은 요미우리가 세리그에서 가장 많이 지방 개최를 실시하고 있다.
17. ↑  또한, 같은 이유로 연고지의 요코하마 스타디움을 사용할 수 없게 되는 DeNA 측도 도쿄 돔에서의 주최 경기를 6경기 할 예정이 되었다  했다.
18. ↑  이와는 별도로, 요미우리 주관의 2경기(당초 1경기였지만, 우쓰노미야 기요하라 구장에서의 1경기가 구장시설 손해 때문에 회장 변경이 되었다)가 고리야마 종합 운동장 카이세이잔 구장에서 행해져 후쿠시마현에서 3경기 개최.
19. ↑  쿠사나기의 4월 3연전의 것은 동일본 대지진에 의한 관동지방(도쿄전력 영업지역)의 나이터 개최 자숙에 따른 대체.
20. ↑  본래, 2009년은 아키타 코마치 스타디움에서의 2연전 개최가 계획되었지만, 코마치 스타디움에서는 전국 고등학교 야구 선수권 아키타 대회의 개최와 중복하기 위해 개최할 수 없었고, 그 대체로 후쿠시마에서 1경기, 또 1경기는 진구 구장에서 개최되었다.
21. ↑  오스기 카츠오의 8번에 대해, 후년의 문헌에서는 일단 영구 결번이 된 후  하고 있는 것이 보이지만(베이스볼·매거진사 “주간 프로야구 데이터 파일” 등), 1983년 11월 9일의 은퇴 표명을 1면에서 크게 취급했던 산케이 신문(도쿄판·1983년 11월 10일자)에서는 “구단은 〈등번호 8〉을 임시 결번으로 하고 내춘 3월 하순에 은퇴 경기를 하기로 결정했다.”라고 있지만, 분명히 잘못된 것이다. 이 발표에서도 이 단계에서 장래적으로는 적합한 선수에게 줄 의향이 있었을 것으로 보인다.

### 참조주
1. 1 2  주식회사 야쿠르트 구단 제 72기 결산 공고
2. ↑  《교통협회 50년사》. 재단법인교통협력회. 1993년 4월 1일. 140쪽.
3. ↑  《교통협력회 50년사》. 재단법인교통협회. 1993년 4월 1일. 141쪽.
4. ↑  《교통연감 1951》. 재단법인 교통협력회. 1951년 3월 10일. 35쪽.
5. 1 2 3 4 5 6  구단의 경과 1950년대로부터
6. ↑  “【4월 6일】1958년(쇼와33) 데뷔 4타석 4삼진 그 후의 나가시마 시게오”. 스포니치. 2013년 2월 7일에 원본 문서에서 보존된 문서. 2012년 10월 20일에 확인함.
7. 1 2 3  “구단의 경과 1960년대”. 도쿄 야쿠르트 스왈로스. 2015년 10월 3일에 확인함.
8. ↑  츠나시마 리우 (1999년 5월 10일). 《츠나시마 리우의 유니폼 이야기(4)》. 《주간 베이스볼》 (베이스볼 매거진). 161쪽.
9. ↑  “サンケイ自主トレに響いた、ああ、やんなっちゃった？／週ベ回顧”. 주간 베이스볼 온라인. 2019년 7월 17일. 2022년 5월 2일에 확인함.
10. 1 2 3 4 5  《도쿄 야쿠르트 스와로즈 40년사-1969-2009 제비의 기억》. B.B.MOOK 스포츠 시리즈. 베이스볼 매거진사. 2009. 43쪽. ISBN 9784583616018.
11. ↑  “구단 아카이브 2자리 승리 투수”. 도쿄 야쿠르트 스왈로스. 2015년 10월 3일에 확인함.
12. ↑  신원철 (2020년 1월 22일). “재일교포 야구영웅들의 우정…장훈, 가네다 추모”. 스포티비뉴스. 2022년 5월 2일에 확인함.
13. ↑  이선호 (2012년 9월 18일). “오카다 감독 사퇴의사…후임에 야마다 거론”. OSEN. 2022년 5월 2일에 확인함.
14. ↑  “구단의 경과 1970년대”. 도쿄  야쿠르트 스왈로스. 2015년 10월 3일에 확인함.
15. ↑  “金在博(김재박) 日巨人(일거인)서스카우트교섭”. 동아일보. 1980년 12월 25일. 2022년 2월 12일에 확인함.
16. ↑  宮脇広久 (2021년 2월 4일). “懐かしのヤクルト米ユマキャンプ　国内ではありえない地獄の練習メニューとは？”. 라이브도어. 2022년 6월 27일에 확인함.
17. ↑  阿佐智 (2019년 2월 26일). “楽天イーグルス、台湾遠征。台湾に遠征した日本プロ野球チームを振り返る”. 야후 재팬 뉴스. 2024년 2월 15일에 확인함.
18. ↑  타카다 감독의 사임에 대해 보관됨 2010-06-01 - 웨이백 머신 도쿄 야쿠르트 스왈로스 2010년 5월 26일시
19. ↑  “프로야구 개막 연기가 결정되었습니다.  새로운 코로나 감염이 확대됨에 따라 NPB가 발표”. THE DIGEST. 2020년 10월 26일에 확인함.
20. ↑  “【상보】프로야구, 이례적인 개막전 코로나에서 무관객 경기”. 아사히 신문 DIGITAL. 2020년 10월 26일에 확인함.
21. ↑  “야쿠르트 2년 연속 최하위 확정 「매일 반성」 다카쓰 감독”. 《닛칸스포츠》. 2021년 11월 24일에 확인함.
22. ↑  “최하위 야쿠르트가 실시한 전력 정리 모두가 자유계약”. 《Full-Count》. 2021년 11월 24일에 확인함.
23. ↑  “야쿠르트, 신외국인 선수에 오스나 영입 메이저 리그 24홈런의 3루수”. 《산케이 스포츠》. 2021년 11월 24일에 확인함.
24. ↑  “야쿠르트가 메이저 통산 77포의 도밍고 산타나와 1년 계약”. 《산케이 스포츠》. 2021년 11월 24일에 확인함.
25. ↑  “개막 직전에 이례! 요미우리·다구치와 야쿠르트·히로오카의 전격 트레이드 성립 양 구단의 의견 일치”. 《스포니치》. 2021년 11월 24일에 확인함.
26. ↑  “야쿠르트가 개막전 최하위 「배고프다」 타카쓰 감독”. 《닛칸스포츠》. 2021년 11월 21일에 확인함.
27. ↑  “야쿠르트, 개막전 3연패… 타카츠 감독 「계속 쫓는 전개는 어려웠다」”. 《산케이 스포츠》. 2021년 11월 21일에 확인함.
28. ↑  “야쿠르트 니시다, 신형 코로나 감염 농후 접촉의 가능성이 있는 6선수가 자택 대기”. 《산케이 스포츠》. 2021년 11월 21일에 확인함.
29. ↑  “쾌음 연발 야쿠르트 오스나에게 “올해 외국인  가장 좋은” 소리가”. 《주간 베이스볼 ONLINE》. 2021년 11월 21일에 확인함.
30. ↑  “야쿠르트 7연승의 뒤에 “타카츠 매직” 있어 시즌을 통해 빛나는 투수진의 매니지먼트 - 스포니치 Sponichi Annex 야구”. 《스포니치 Sponichi Annex》 (일본어). 2021년 12월 15일에 확인함.
31. 1 2  “9연승 야쿠르트가 더블의 구단 사상 최초, 13경기 연속 불패 & 4경기 연속 무실점”. 《닛칸스포츠》. 2021년 11월 16일에 확인함.
32. ↑  “6년 만에 세리그 우승 야수진 엔진& 「타카츠 매직」에서 결정했다”. 《닛칸스포츠》. 2021년 10월 27일에 확인함.
33. 1 2  “전년 최하위 야쿠르트 우승은 유일한 2번째, 과거 5구단이 V자 회복했지만 일본 제일 달성은 1구단만”. 《주니치 신문》. 2021년 10월 27일에 확인함.
34. ↑  “25년 만에 파리그 우승 2년 연속 최하위에서의 V”. 《아사히 신문 디지털》. 2021년 10월 27일에 확인함.
35. 1 2  “기록을 많이 낳은 야쿠르트, 오릭스의 2년 연속 최하위에서 우승【프로 야구 기록 노트】”. 《주간 베이스볼》. 2021년 11월 17일에 확인함.
36. 1 2  “【야쿠르트Ｖ기록실】두 번째 최하위부터 다음 해  V는 처음 35년 만에 2위보다 적은 승리수”. 《스포츠 호치》. 2021년 11월 16일에 확인함.
37. ↑  “오쿠가와 야스노부 100구 미만 완봉 「마닥스」 기록 쓰레기 CS 최연소 완봉”. 《닛칸스포츠》. 2021년 11월 12일에 확인함.
38. ↑  “야쿠르트 타카하시가 6회 2안타 무실점의 쾌투 8탈삼진으로 승리에 배턴 연결”. 《스포니치 아넥스》. 2021년 11월 12일에 확인함.
39. ↑  “야쿠르트가 무패로 6년만 일본 시리즈 진출 39세·아오키가 역전 2점타”. 《산케이 스포츠》. 2021년 11월 12일에 확인함.
40. ↑  “20세 오쿠가와 야스노부가 클라이맥스 시리즈 최연소 MVP 제1전 완봉”. 《닛칸스포츠》. 2021년 11월 12일에 확인함.
41. ↑  “역전 사요나라에서 첫전 승리 2점 차이 쫓은 요시다 마사오가 결승타”. 《닛칸스포츠》. 2021년 11월 29일에 확인함.
42. ↑  “야쿠르트, 일본 제일에 왕수 오릭스를 휘두르다—프로 야구·일본 시리즈”. 《시사닷컴》. 2021년 11월 27일에 원본 문서에서 보존된 문서. 2021년 11월 29일에 확인함.
43. ↑  “V탄 A 존스가 모자의 뒤에 새는 「AAA」에”. 《닛칸스포츠》. 2021년 11월 29일에 확인함.
44. ↑  “【야쿠르트】대타의 신 가와바타 신고 「이렇게 눈물이 나온다고는」12회 일본 제일타”. 《스포츠 호치》. 2021년 11월 29일에 확인함.
45. ↑  “일본 제일 MVP는 “무초” 나카무라 유헤이 우수 선수상에 타카하시 케이지가”. 《닛칸스포츠》. 2021년 11월 29일에 확인함.
46. ↑  “야쿠르, 대비약으로 정점 다카쓰 감독은 2년차로 영관-프로 야구 일본 시리즈”. 《시사닷컴》. 2021년 11월 29일에 원본 문서에서 보존된 문서. 2021년 11월 29일에 확인함.
47. ↑  “【골든 글러브상】야쿠르트 나카무라 유헤이 「투수 야수 협력」 6년 만 2번째”. 《닛칸스포츠》. 2021년 12월 2일. 2021년 12월 3일에 확인함.
48. ↑  “야쿠르트·나카무라, 6년 만에 2번째의 골든 글러브상 오오야, 후루타에 이은 구단 포수 3 첫 번째 수상”. 《산케이 스포츠》. 2021년 12월 2일. 2021년 12월 3일에 확인함.
49. ↑  “요미우리 70점, 한신 70점, 주니치 40점…세리그 6구단 「오프 보강 채점」은?”. 《주간 베이스볼 ONLINE》. 2021년 12월 28일. 2021년 12월 28일에 확인함.
50. ↑  ‘국철 구단 닉네임 진주 여러 가지’, 교통신문 1950년 1월 26일. 2-3면
51. ↑  츠나시마 리우 (2015년 11일). 《프로야구 유니폼 이야기》. 베이스볼 매거진사. ISBN 9784583038070. OCLC 69245565.
52. 1 2  “2020년도 중앙 리그 챔피언십 경기 일정” (PDF). 일본 야구 기구. 2019년 7월 22일. 2019년 7월 23일에 확인함.
53. ↑  “도쿄 올림픽 연기에 따라 DeNA와 야쿠르트가 주최 경기 개최 구장 변경… 하마스타, 진구에서 각각 11경기 개최”. 《스포츠 호치》. 2020년 4월 15일. 2020년 4월 15일에 확인함.
54. ↑  야쿠르트에 항의 전화 쇄도 세 개막 결정 2011년 3월 18일 보관됨 2011-03-22 - 웨이백 머신
55. ↑  “나이터 자숙…진구의 야쿠르트는 지방 개최도”. 《스포니치 Sponichi Annex》. 2011년 3월 22일. 2015년 10월 4일에 원본 문서에서 보존된 문서. 2015년 10월 3일에 확인함.
56. ↑  일간 SPA!  야구 취재반 (2012년 10월 12일). “오치아이씨 「거인, 주니치에게 싫은 팀은 야쿠르트」”. 일간SPA!. 2015년 10월 3일에 확인함.
57. ↑  “【가능한 한 주간 이모토】미야모토 수석 취임으로 야쿠르트는 바뀐다!  (3/3 페이지)”. 산케이 스포츠. 2017년 12월 5일. 2017년 12월 22일에 원본 문서에서 보존된 문서. 2021년 5월 29일에 확인함.
58. ↑  “2017 프로야구 「가는 해 오는 해」좌담회(2)）요미우리・ 타카하시 감독은 오카모토와 마음에 드는가?”. 아사게이플러스. 2017년 12월 19일. 2021년 5월 29일에 확인함.
59. ↑  만족하게 경기도 할 수 없다!? 야쿠르트 2군이 맞이하는 위기 상황 | BASEBALL KING[깨진 링크(과거 내용 찾기)] 2015년 7월 9일
60. ↑  반복하는 비극…“야전병원”의 원흉 | BASEBALL KING 2017년 6월 27일